# F-5戰鬥機

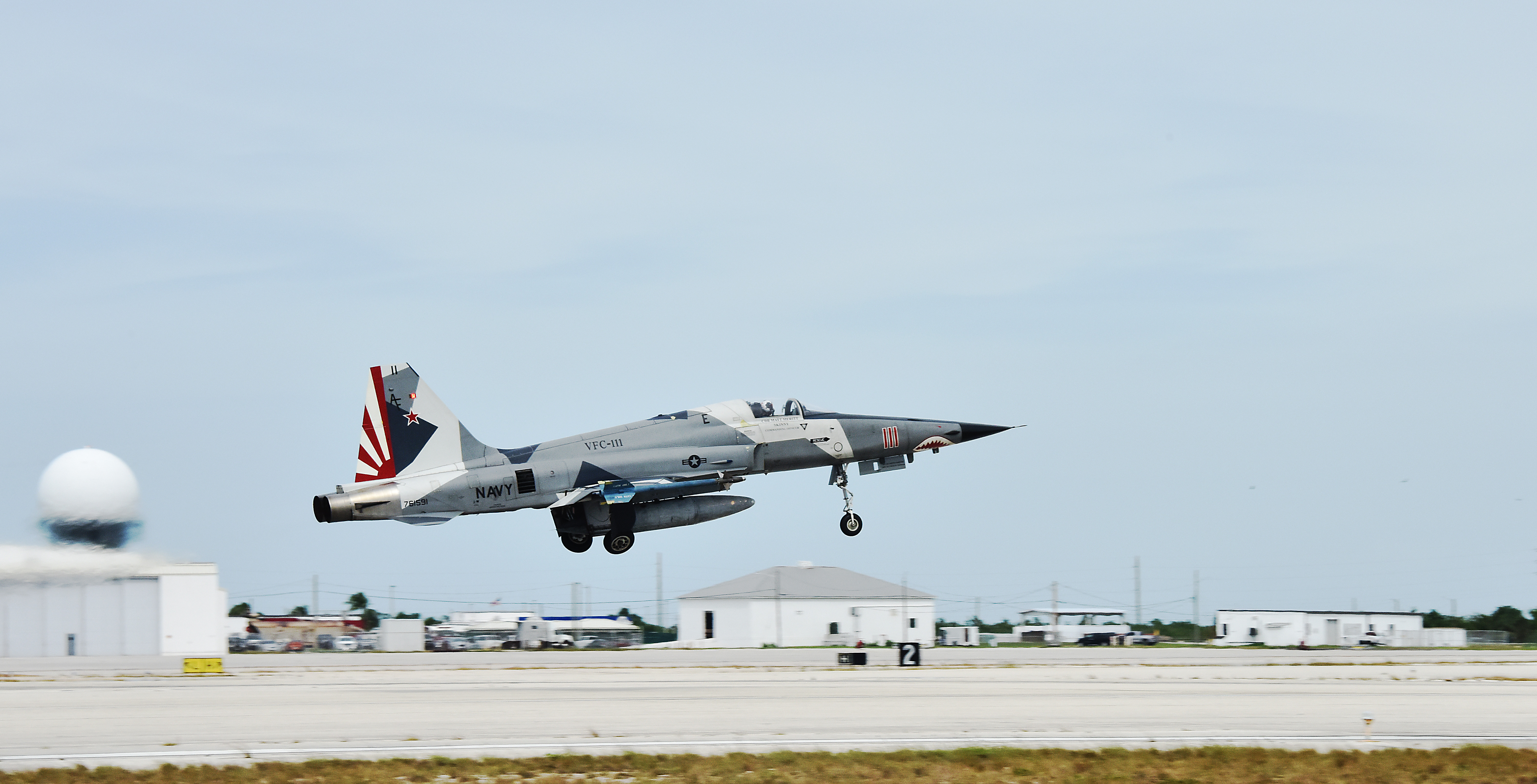
2020年11月6日，美國海軍第111複合戰鬥機中隊的F-5N戰鬥機從佛羅里達州基韋斯特海軍航空站起飛

F-5A/B自由鬥士（Freedom Fighter）與F-5E/F虎II式（Tiger II）是美國诺斯洛普公司於1962年推出的輕型戰機系列，受到諸多美國盟國與第三世界國家採用，各類衍生型從最早僅有對地攻擊能力的F-5A，到強化空對空作戰能力的F-5E，以及戰術偵察型RF-5等。

## 研發歷程
F-5的起源是來自諾斯洛普公司內部於1955年展開的N-156設計案，原型是T-38教練機，設計目標是一種低成本、保養簡單的戰鬥機。在開發T-38時，諾斯羅普同時推出了單座型的概念，代號N-156F，諾斯羅普聲稱該型機的對地攻擊能力優於服役中的F-100超級軍刀戰鬥機。美國陸軍曾對於這型飛機的對地支援功能有興趣，並在1961年與A-4攻擊機及G-91戰鬥機和T-38進行測評。可是負責操作定翼機是美國空軍的責任，他們不願意操作也不同意讓陸軍來操作固定翼作戰飛機。美國空軍自己則是朝向重型戰鬥機路線發展，對輕型戰鬥攻擊機的興趣不高。
在1962年，甘迺迪政府恢復了對自由世界盟國提供低成本戰鬥機的計畫。在1962年4月23日擇定了N-156F設計案成為計畫勝出者，N-156F隨後被定名的正式代號為F-5A。儘管從未成為美軍第一線戰機，F-5用不同於美國優先的角度證明了這是一架成功的作戰飛機。

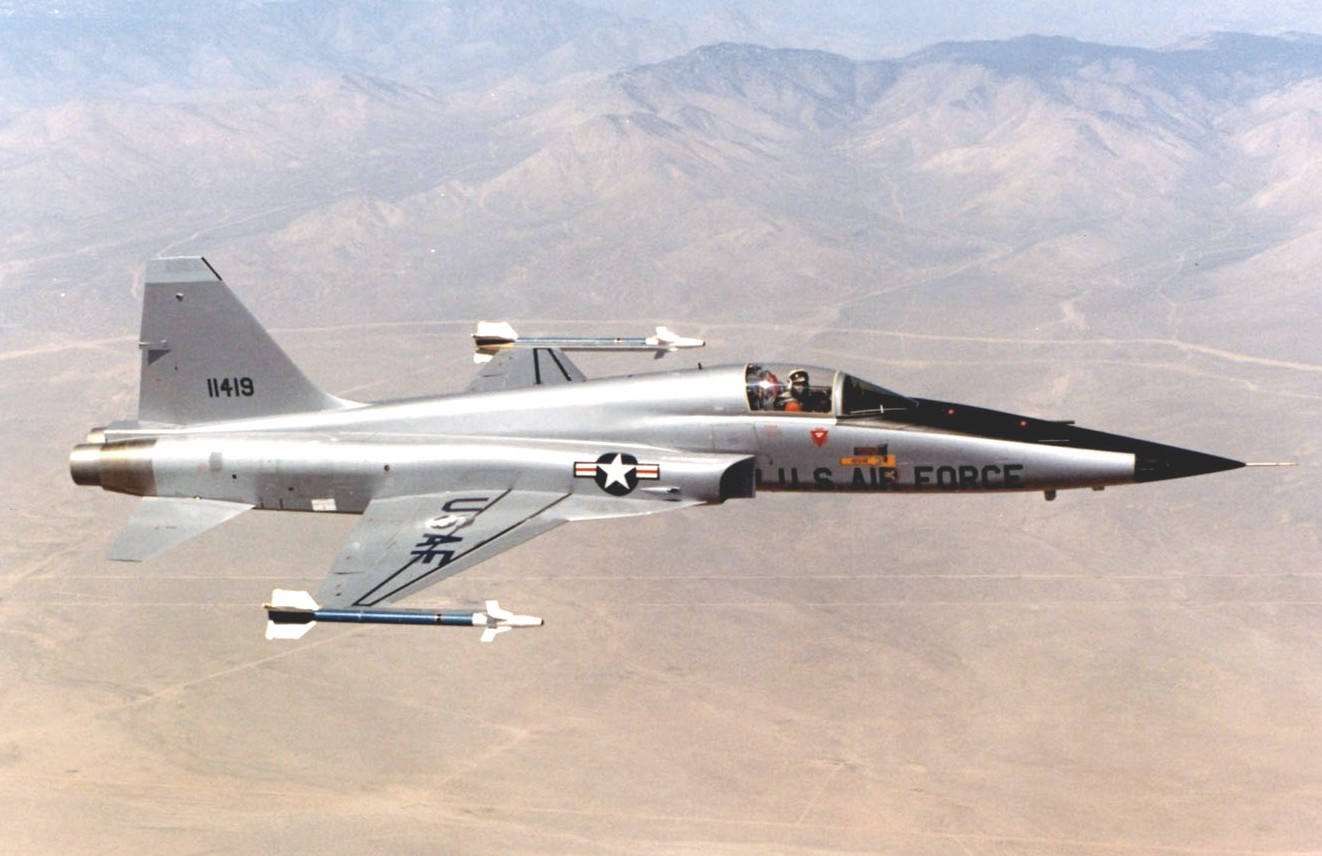
一架早期型F-5E。

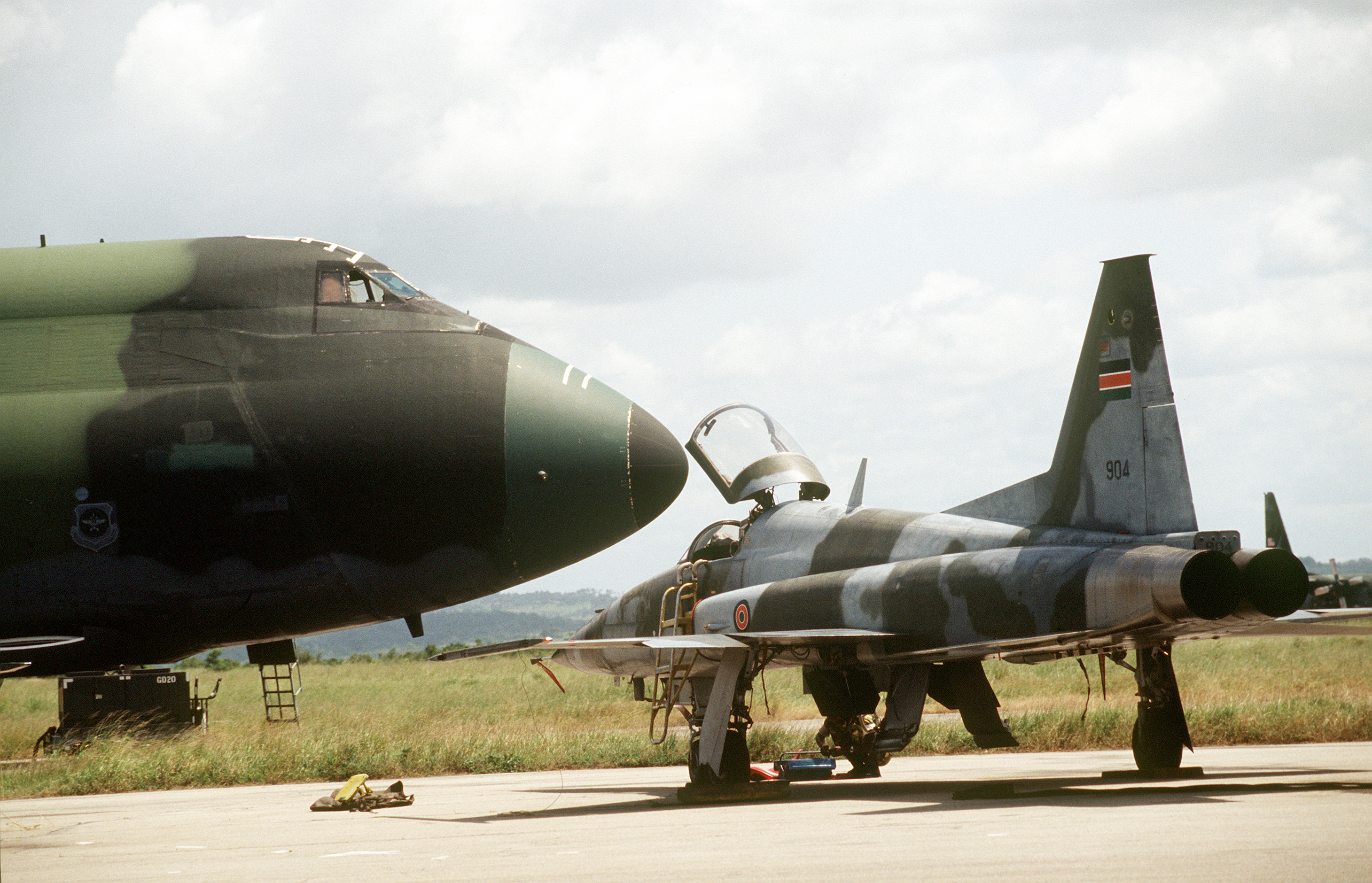
肯亞空軍的F-5E虎II

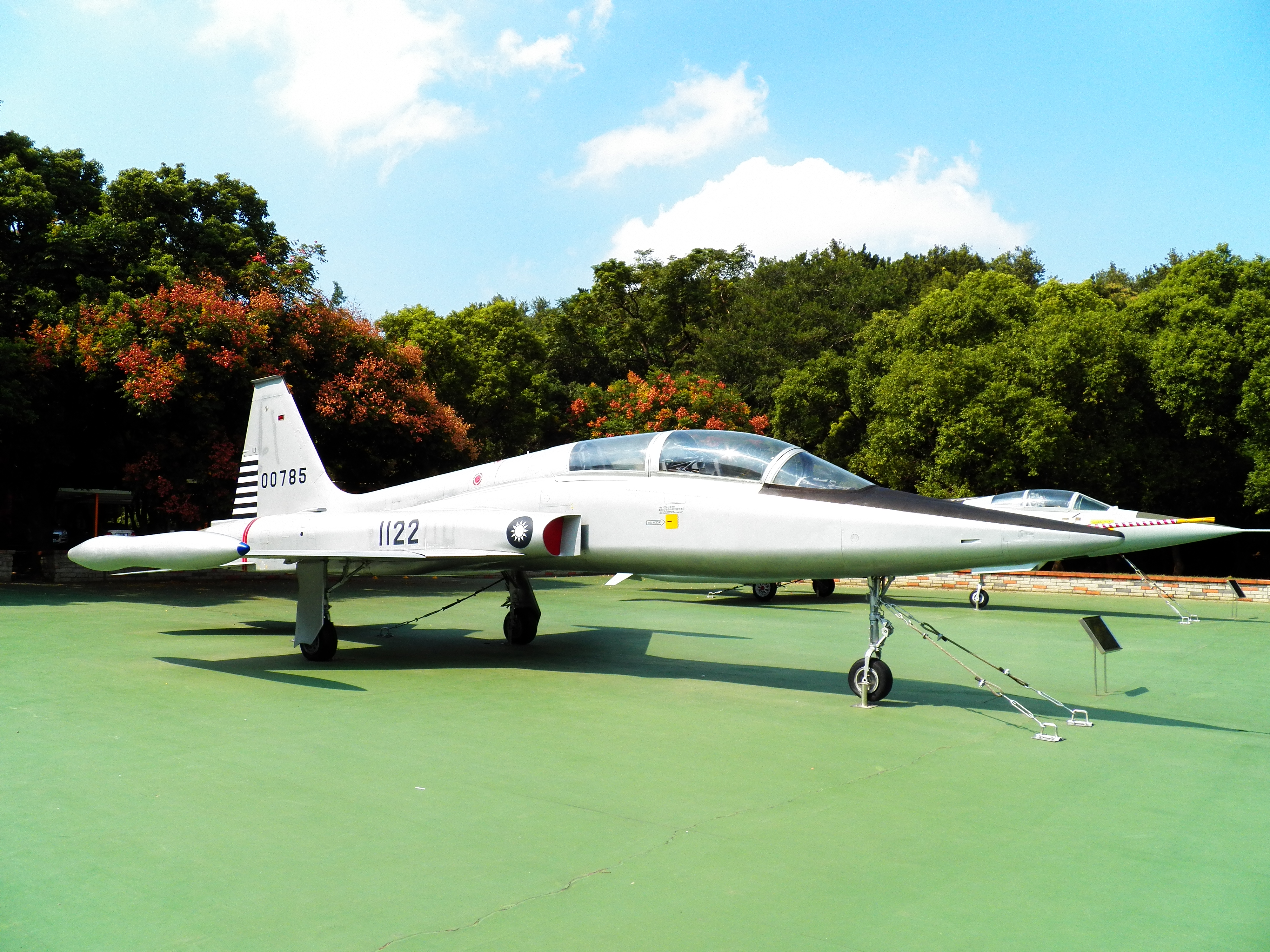
中華民國空軍的F-5B（S/N 75-0785）

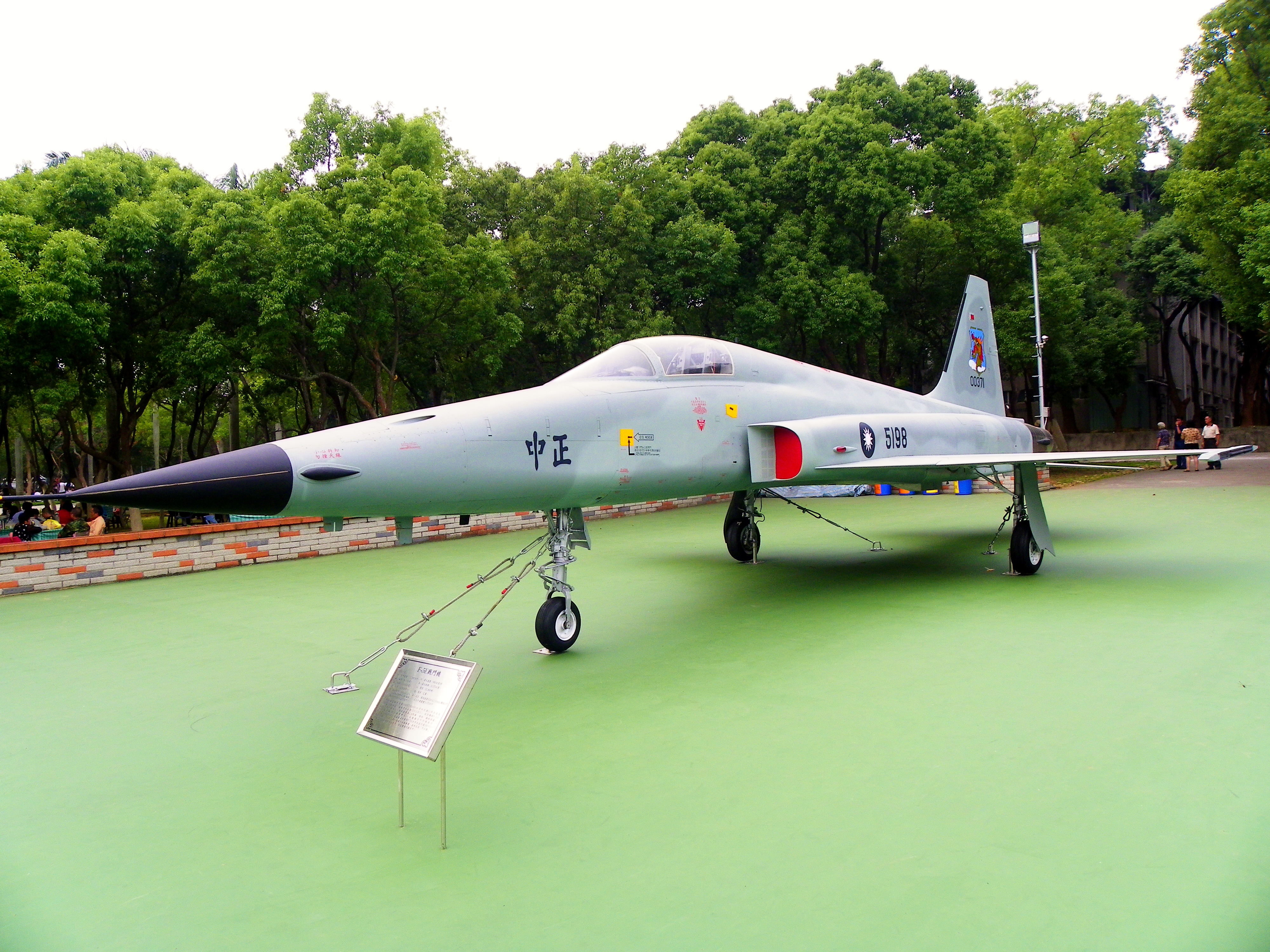
中華民國空軍的F-5E（S/N 75-0371）

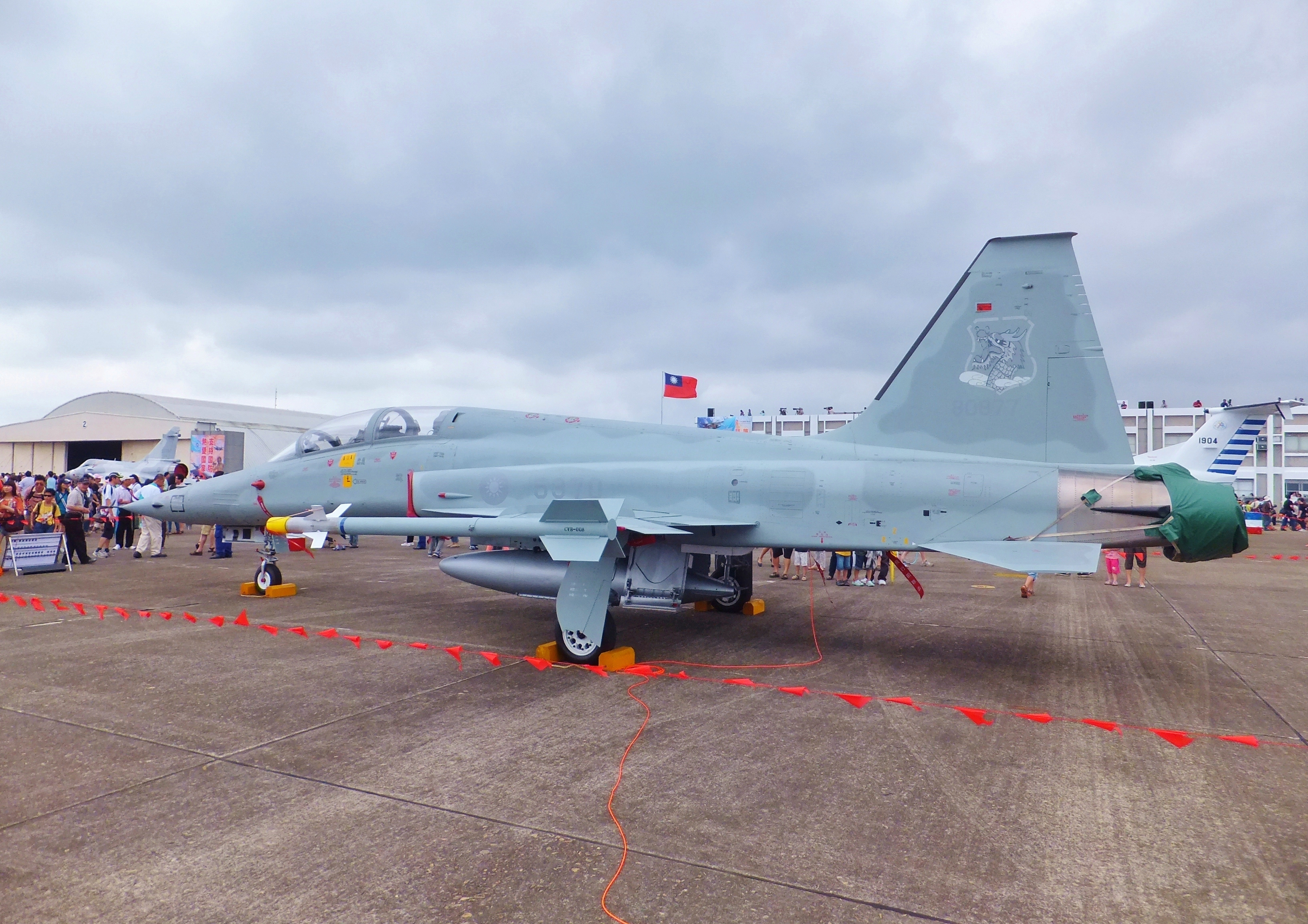
中華民國空軍的F-5F（5370）

1970年代，諾斯洛普贏得了一個「國際戰鬥機」（IFA）計畫來取代F-5A，飛機的性能是要能對抗當時蘇聯的軍援主力：MIG-21。這個計畫造就的新飛機最初也以目標訂名：F-5A-21（亦有一說此21指的是新的發動機J85-GE-21），也就是後來的F-5E。F-5E比F-5A還要長也更大，擁有較多的機翼面積和更先進的航電，原始配備是一具艾默生電氣公司AN/APQ-153雷達（F-5A/B沒有雷達），有效搜索距離37KM，後期則換裝AN/APQ-159雷達，搜索距離達74km，可追蹤18.5公里內的目標。雙座的戰鬥教練機型稱為F-5F，不同於無機炮的F-5B，F-5F重新設計機鼻保留1挺M39機砲，雷達則更換為AN/APQ-157，該雷達為APQ-153的衍生型，可提供前後座飛官相同的雷達訊號，仍維持與單座機大致相等的戰鬥力。諾斯羅普也提供客製化方案讓客戶在F-5E/F上裝設更複雜的航電設備，比如慣性導航系統、戰術空中導航系統、雷達告警器等。
此外F-5E/F的機身被加長了15吋，加寬了16吋，裝備了推力更強的J85-GE-21B引擎；進氣量由A/B型時每秒44英磅增加到每秒55英磅，發動機推重比7.3、單具最大推力可達2270公斤。左右進氣道靠近主翼根部後方，各裝有類似百葉窗式的輔助進氣口，可在飛機起飛或空速低於Mach0.4以下時開啟，以增加進氣量。在擴展的機身中增加了570磅的油箱容量，並且重新設計油箱系統，以增加被敵火命中時的存活機會。F-5E/F配合新的副翼設計，翼面積增加了16平方呎，使得飛機的靈活程度大大的加強，加大面積的主翼前緣延伸板，使最大升力係數增加了38%，更提高最大攻角，後期又再次加大翼前緣延伸板面積，使升力係數又增加了12%。另外F-5E/F可以在起飛時昇高三度的鼻輪起落架設計，使得F-5E/F起飛時的攻角增加3度（起飛性能估計提昇了30%），機身補捉勾的設計使得F-5E/F可以在必要時操作短場落地。後期生產的F-5E改用鯊魚頭式雷達罩，提高了高攻角飛行時的縱向穩定性。
還有一款偵察機版本，RF-5E虎眼。拆除機鼻雷達與一挺機炮的空間增設一組照相裝置。
F-5E最後採行的正式名稱為「Tiger II，老虎二型」，這個名稱來自於在越南測評F-5的幼虎計畫，並且因為之前已有一個以「虎」為名的戰鬥機：格魯曼公司的F11F/F-11。

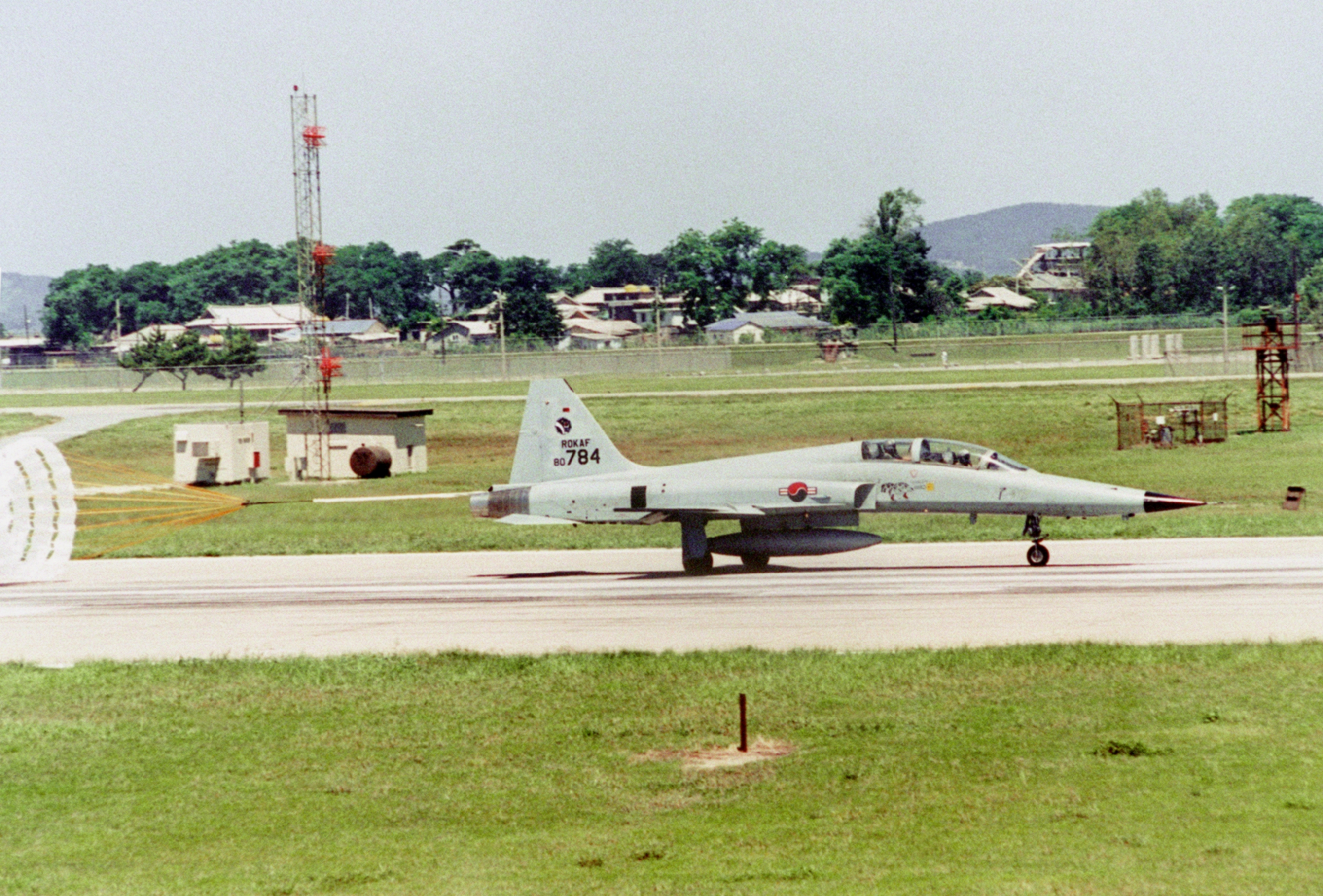
南韓空軍的雙座F-5虎

諾斯諾普公司一共為美國空軍需求而生產了792架F-5E、140架F-5F、12架RF-5E，其中大多數依照軍事援助計畫（MAP）交給盟國，這比准允為外銷而生產的還要多，海外授權生產方面馬來西亞產製了56架F-5E、F-5F及RF-5E，瑞士為90架F-5E及F-5F（有些被租給奧地利，奧地利租用的目的是彌補已退役的紳寶公司（Saab）龍式戰鬥機（Draken）但又尚未交付的新式戰鬥機：歐洲颱風（Typhoon）戰機的青黃不接期），南韓68架，中華民國則為308架。
許多不同版本的F-5仍在許多國家空軍中服役，其中最先進的是新加坡空軍F-5S，擁有約49架現代化重新設計的F-5S和F-5T雙座機。它的升級導入了義大利蓋利雷歐航空公司（現SELEX Galileo）開發的Grifo-F雷達、擁有多功能顯示器的資訊化座艙，能與巨蟒飛彈、AIM-120 AMRAAM相容，新加坡空軍也由本地維修廠自行依授權修改了一批RF-5E。
類似的計畫也在摩洛哥、智利、巴西與泰國進行，這些國家皆獲得以色列的技術支援，並使用以色列航電與飛彈提升戰機性能。前者被稱為F-5E老虎III，配備巨蟒III、IV型飛彈以及新的座艙儀表、雷達、航電等，摩洛哥皇家空軍的改良導入了義大利Elettronica ELT/555電子干擾莢艙與智利的EWPS-100雷達預警系統，使F-5獲得了較新穎的電子防禦能力。後者稱為F-5 Plus，使用JAS-39戰機的雷達以及其他的改良，泰國稱為F-5T Tigris，空用武裝換用巨蟒III、IV型飛彈，並購入頭盔顯示器增強近距離空戰性能。據信智利空軍的F-5E也可以掛載以色列製的德比中程飛彈，讓戰機具有視距外攻擊能力。中華民國亦有改良F-5E的計畫，稱之為「Tiger 2000」，最重大的改良包括GD-53雷達以及天劍二型飛彈的發射能力。原型機上大量採用沿自F-CK-1戰機的電子與作戰系統，歷史捉弄人的一點是，當年F-CK-1戰機開發的過程中，又大量採用F-5G（即F-20）的裝備技術與經驗。

## 服役歷史

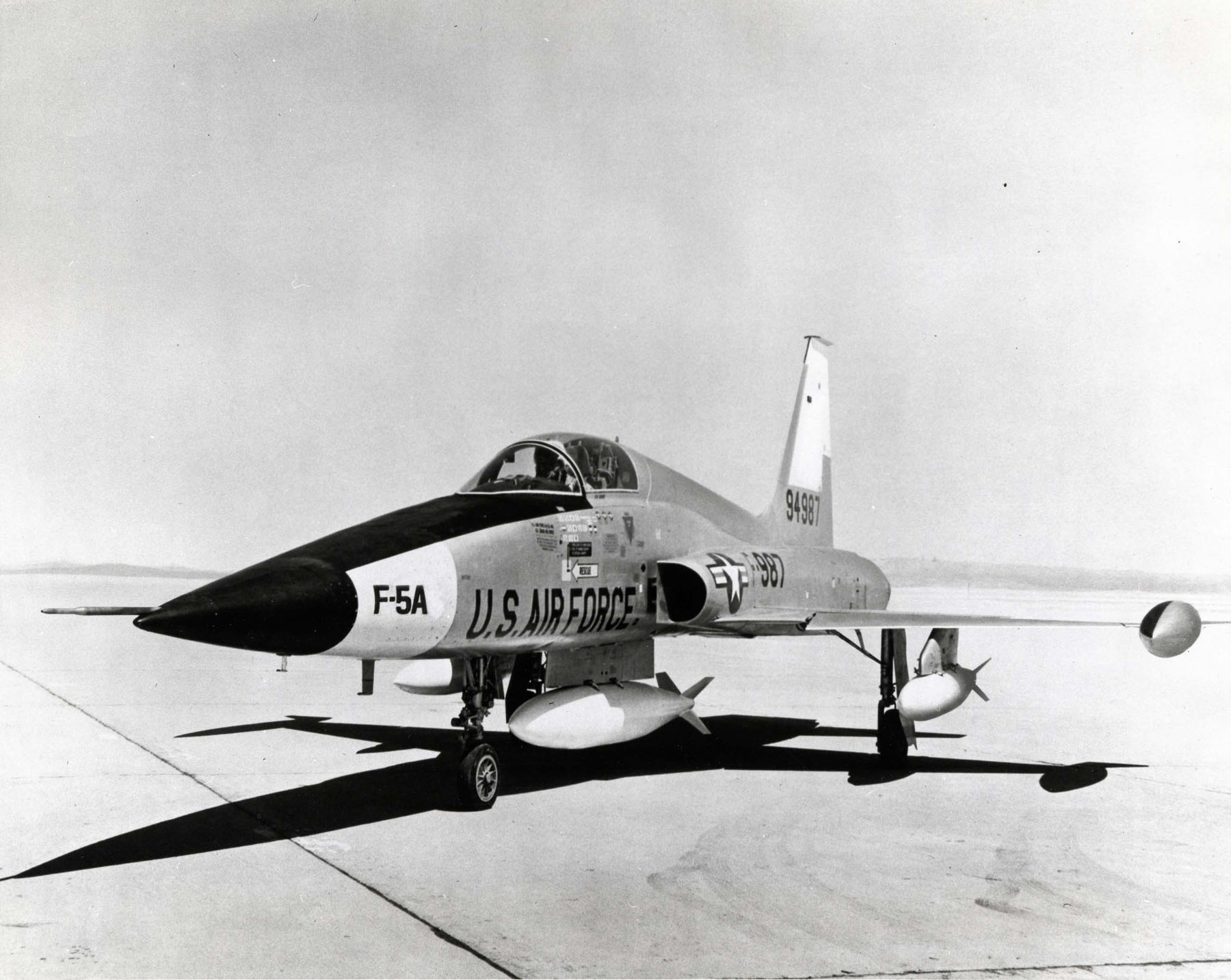
首架YF-5A原型機。

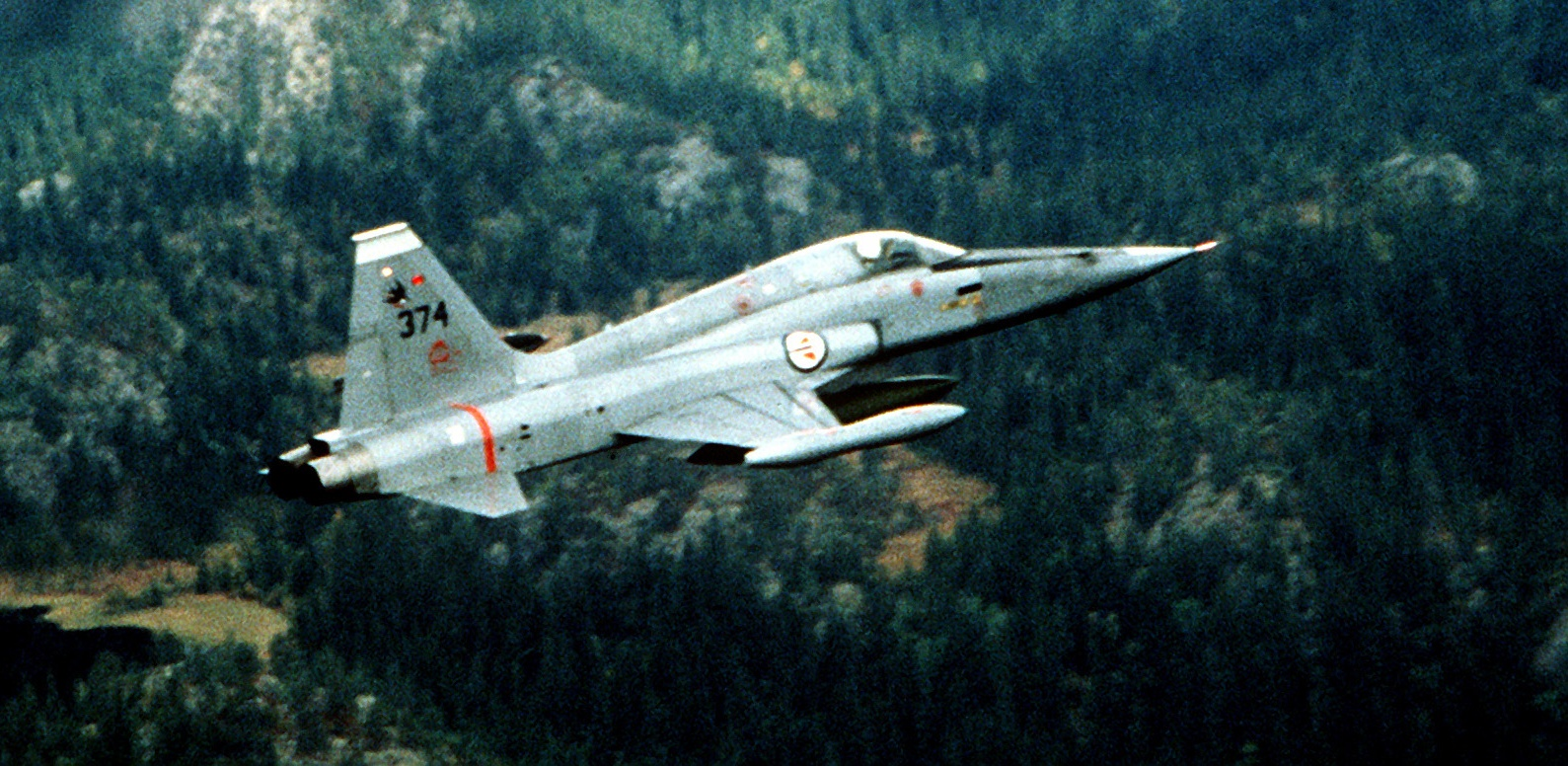
美國本土以外第一個F-5A用戶為挪威皇家空軍

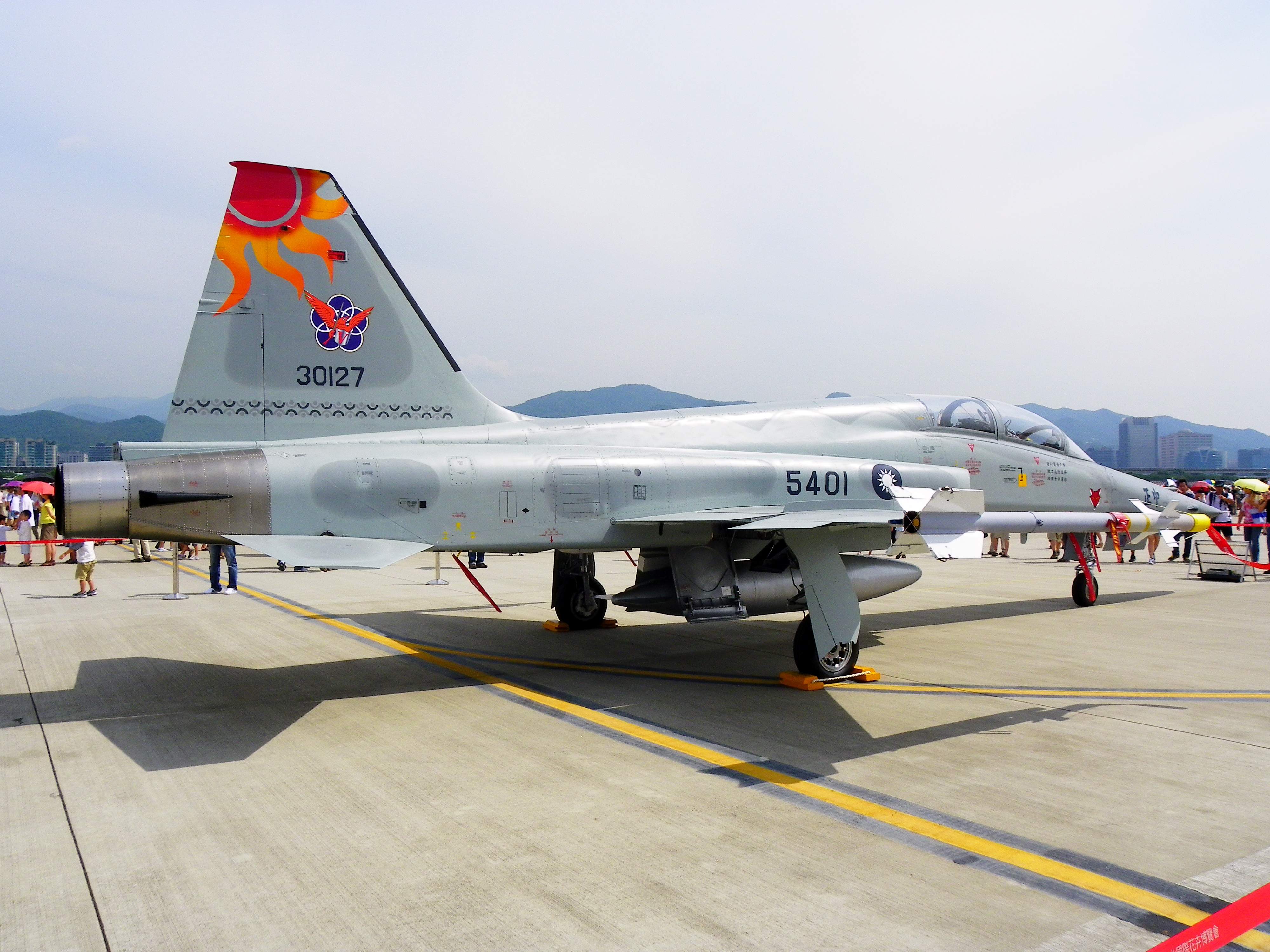
中華民國空軍使用F-5F

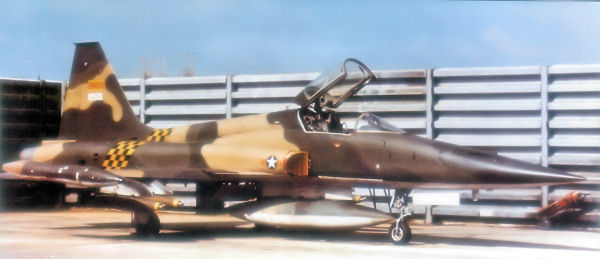
南越空軍的F-5C，邊和空軍基地，1971年

當甘迺迪總統政府提出「軍事支援計畫」（Military Assistance Program）後，他們需要一種低成本戰鬥機銷售給開發中的國家。其中N-156F在眾多競爭者中最被看好，稍後成為整個系列中的第一型F-5A戰機。第一份生產合約在1964年簽訂，而第一筆海外訂購由挪威在1964年2月簽署。到1972年生產結束為止，總共生產了636架F-5A，包括200架雙座F-5B。這些F-5B主要是擔負作戰訓練用，除拆除機鼻的M39機炮以外，仍保有一般作戰能力。

### 越南戰場
1965年美國空軍以「小老虎」（Sukoshi Tiger）計畫評估F-5A的作戰能力，用以吸引外銷訂單。有12架被送到4503戰術中隊（後來的第10戰鬥機特戰中隊）測試，這一批飛機在機鼻加裝空中加油管，機腹添加90磅重的裝甲，機翼下加裝可以拋棄的掛架。機上的航電與飛行控制系統也加以改良，原先固定式光學瞄準系統換裝為前置量計算瞄準儀，取消方向舵角度限制，改編後的型號為F-5C。飛機和飛行員於1965年10月抵達位於南越邊和空軍基地。其後4月累積2500飛行任務小時，任務型態包括密接支援，對地阻絕與偵查等。稍後另有6架加入作戰行列，使得總數達到18架。1966年3月，4503戰術中隊改制成為第10戰鬥機特戰中隊，隸屬於同一基地的第3戰術戰鬥機聯隊，他們在超過3500次飛行任務中僅損失兩架，所有任務都在17度線以南進行，他們也從未遭遇過任何敵機。這個計畫為期很短，只是一個政治性的考慮而非認真的評估F-5A在美軍服役的可能性。值得注意的是其他許多種美國戰鬥機也曾被投入越南戰場以實際驗證他們的作戰能力，例如具有超越兩倍音速能力的F-104和更加複雜的F-102都曾在越南嘗試過，但都因為效能不佳而完全撤出越南。
留存的第10戰鬥機特戰中隊所有飛機，在中隊解編後全數轉交給南越空軍使用。在此之前，南越空軍只有慢速的A-1 Skyraider和A-37 Dragonfly攻擊機。雖然原本南越空軍所要求的是美軍正式裝備的F-4，但是當時南越空軍所主要扮演的角色是對地面部隊提供密接空中支援，而北越空軍還只是一支僅能擔負要地防空任務的微小空中武力，兩方的主要接戰地域則是在17度線南方，基本上兩方空軍並沒有在空中交手的機會。於是後續的美軍軍援仍然是以F-5系列戰機為主，後期也有若干F-5E型機被交給南越空軍。
在尼克森擔任美國總統推行越戰越南化政策時，美國政府為大幅增加南越軍隊的作戰能力以填補美軍撤出時留下的空隙，還辛苦地從多個盟國調用所軍援的F-5A/B型機給南越空軍，美國對這些盟國的支援則在後來個別償還。南越滅亡時，約有80餘架F-5系列戰機被俘獲，諷刺的是，其中所援助的27架F-5E被統一後的越南社會主義共和國繼續沿用，這些美軍援越機體在後來也真的被越南空軍拿來對付柬埔寨共產黨（赤柬，或稱紅色高棉）與中國（越南曾將從南越俘虜的F-5投入中越戰爭）。另外有26架F-5系列戰機飛離南越逃往泰國，這些飛機後來被美國收回並編入序列，主要用作各軍種的戰鬥機武器教育訓練用機。如果單純就F-5的性能參數、運動性和尺寸來看，他和米格-21是非常類似的對手。雖然F-5設計的初衷並不符合美軍的教範因而沒有被美軍所採用，而且在美軍獨力進行北越上空的空中作戰的情形下使這兩種相似的飛機沒有機會打到照面。但是因為美軍使用昂貴的重型長程戰鬥機像F-105和F-4來執行北越上空的作戰任務時，遭遇北越空軍的米格-21而蒙受挫敗時的痛切檢討，美軍在當時的戰機設計思路、武器裝備與飛行員缺乏適當的空戰訓練等都是造成這些挫敗的原因，這也就是後來美軍引進F-5戰機作為假想敵機的緣由。

### 兩伊戰爭
本型戰鬥機曾在伊朗巴列維王朝時，當時的盟友美國曾出售F-5型戰鬥機給伊朗。但在1979年伊朗伊斯蘭革命後，魯霍拉·穆薩維·何梅尼建立了神權政治國家並推翻親美的巴勒維王朝，導致伊朗與美國斷交。雖然當時伊朗有一定數量的F-5，卻因美國中斷了對伊朗的技術、後勤與彈藥支援，如同F-14一樣陷入整備貧乏的窘境。後來在1980年爆發了兩伊戰爭，伊朗僅能以最有限的力量使用了缺乏補給與後勤的美製軍機，其中包含F-5、F-4、F-14與AH-1等等，伊朗的F-5與伊拉克的米格-21兩種性能相近的勁敵多次空戰，初期伊朗在裝備及訓練仍有優勢，但後來漸漸落後於不斷引入蘇聯和法國武器的伊拉克空軍，損失逐漸增加，但伊朗空軍的F-5也曾經有擊落MIG-25的記錄。兩伊戰爭過後，伊朗嘗試使用逆向工程技術，成功仿製出其改良型閃電80戰鬥機，並使用至今；伊朗的F-5及閃電80由於無法繼續採用美製彈藥，於是改採用從中國和俄羅斯進口的武器及自製的導彈。

### 美國

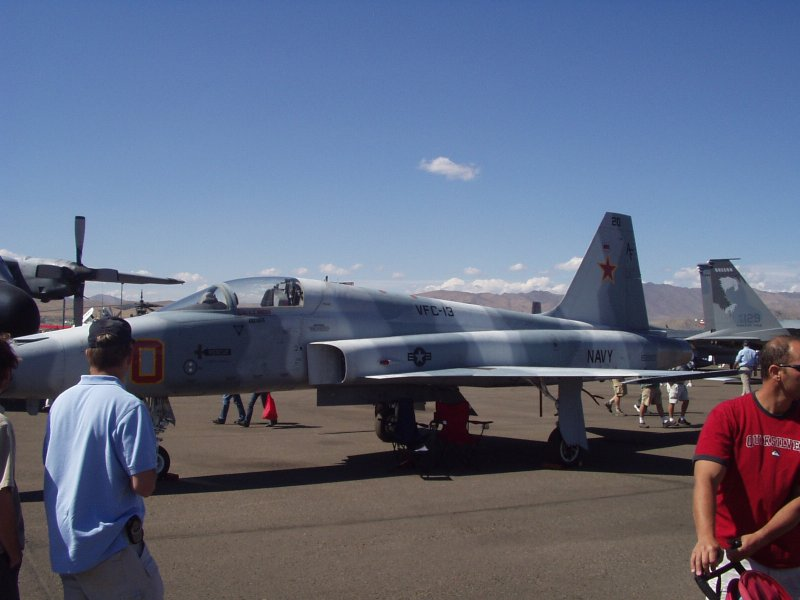
美國海軍用F-5來模擬敵機

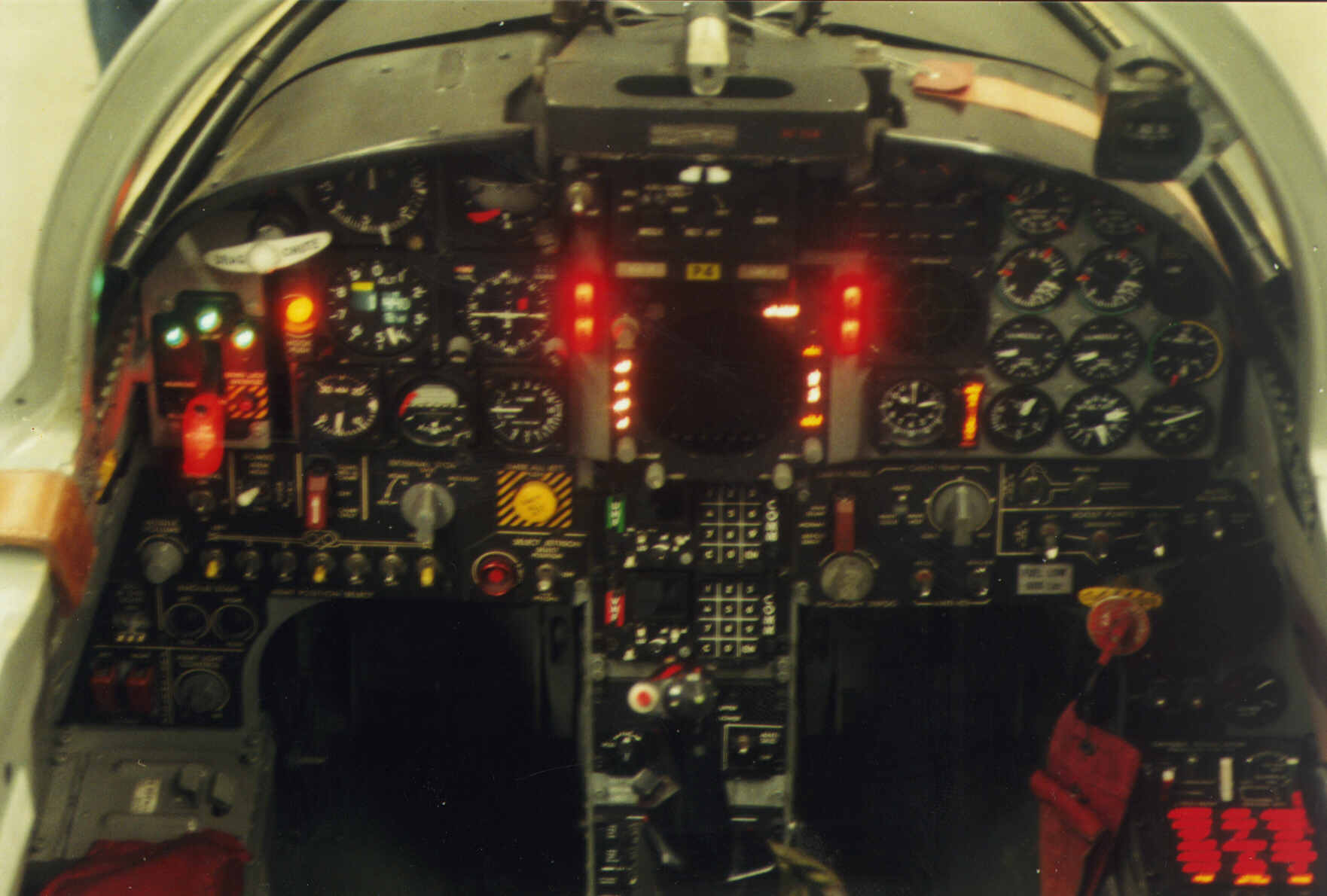
儀表版

美國雖購入F-5，但未作為第一線戰機運用，但因為F-5的大小和性能與蘇聯米格21相似，F-5被運用做為「假想敵」中隊（opposing-forces，OPFOR）用來擔任假想的來犯敵機（Aggressor）的主要用機，用來訓練飛行員如何應付不同種類的敵機作為模擬空戰格鬥訓練之用。重型戰機如F-14雄貓和F-15鷹式對目視類似F-5大小的戰機有時有困難。在電影捍衛戰士（Top Gun）裡有數架漆成黑色的F-5來當做駕駛F-14的主角故事裡需要應付的虛構敵機MiG-28。
美國空軍的F-5E，其後續維修支援服務從1975年開始到1990年結束。它們在美國空軍服役的全盛時期共有在內華達州的奈里斯空軍基地64及65假想敵中隊，以及在駐歐美國空軍527假想敵中隊、還有駐菲律賓的太平洋空軍26假想敵中隊中服役。隨著苏-27、米格-29逐漸大量服役與預算裁減，上述各單位逐一裁撤或換裝，現在只剩下極少量的F-5E仍在美國空軍中服役。當然，依然是作為假想敵機。
海軍陸戰隊曾購買舊的空軍型號來替換從以色列租借的F-21，配屬在友馬陸戰隊航空站的VMFT-401，美國海軍在米拉瑪海軍航空站的海軍戰鬥機武器學校，VF-127、VF-43跟VF-45都是使用F-5E。在2002年，海軍與陸戰隊從瑞士再度購進一批32架F-5E，這批F-5E在進行翻修與結構更新之後更改型號為F-5N並配備給駐內華達州法隆海軍航空站的海軍VFC-13與陸戰隊VMFT-401。

## 中華民國與F-5系列

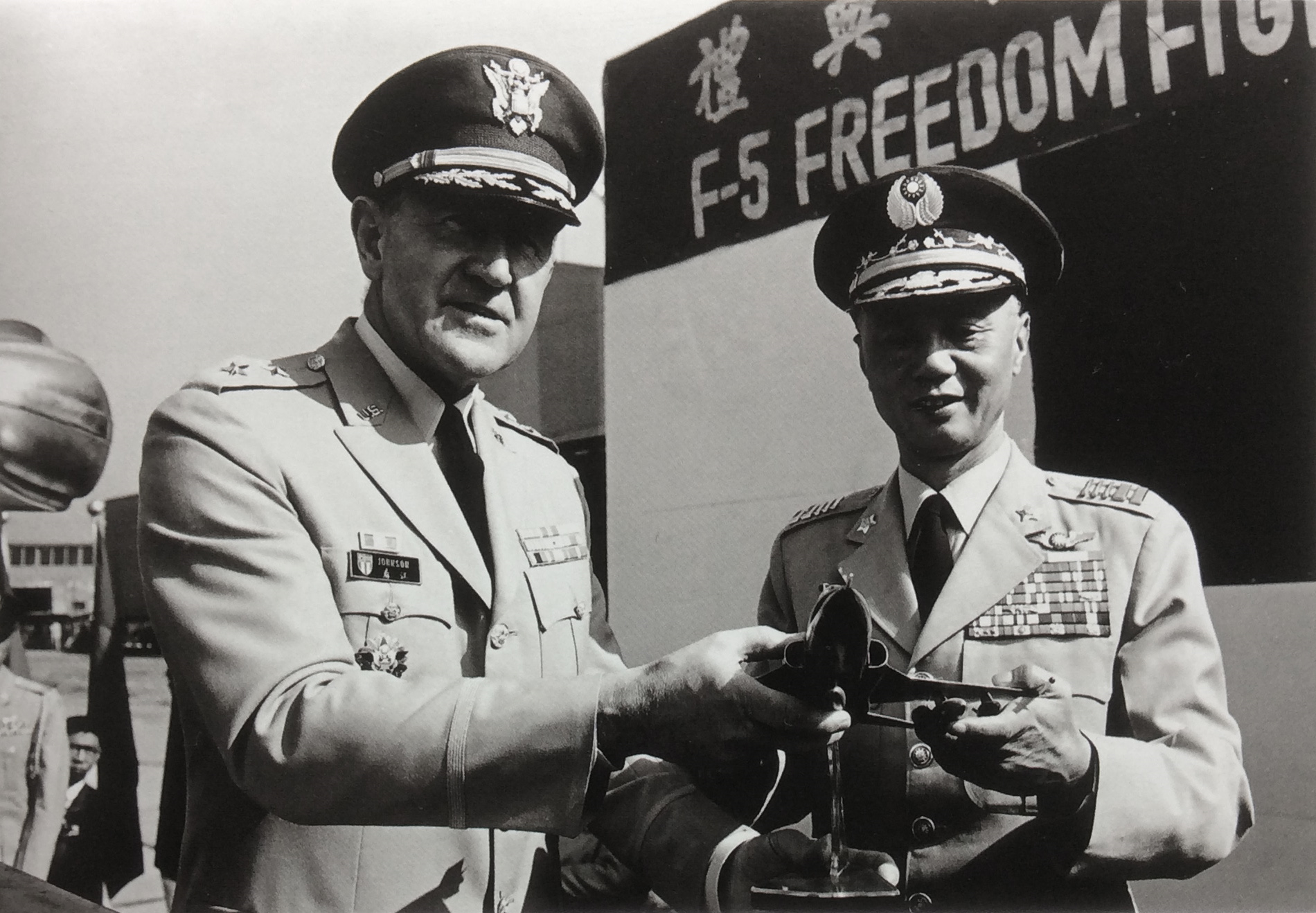
美軍顧問團（MAAG）團長江森（Dwight B. Johnson）少將代表美國政府援助F-5A/B自由鬥士戰鬥機給予中華民國空軍使用，由空軍總司令徐煥昇上將代表接收（1965年12月9日）

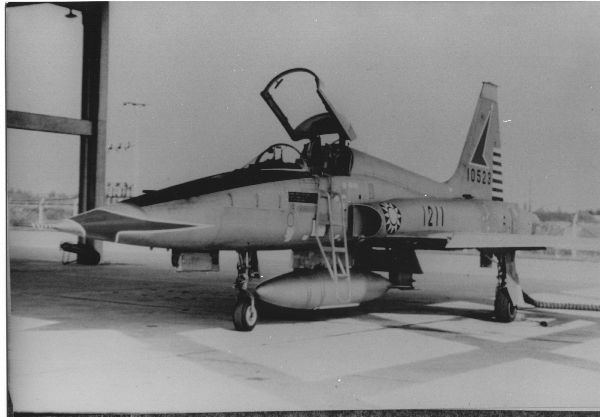
中華民國空軍F-5A自由鬥士（編號1211）

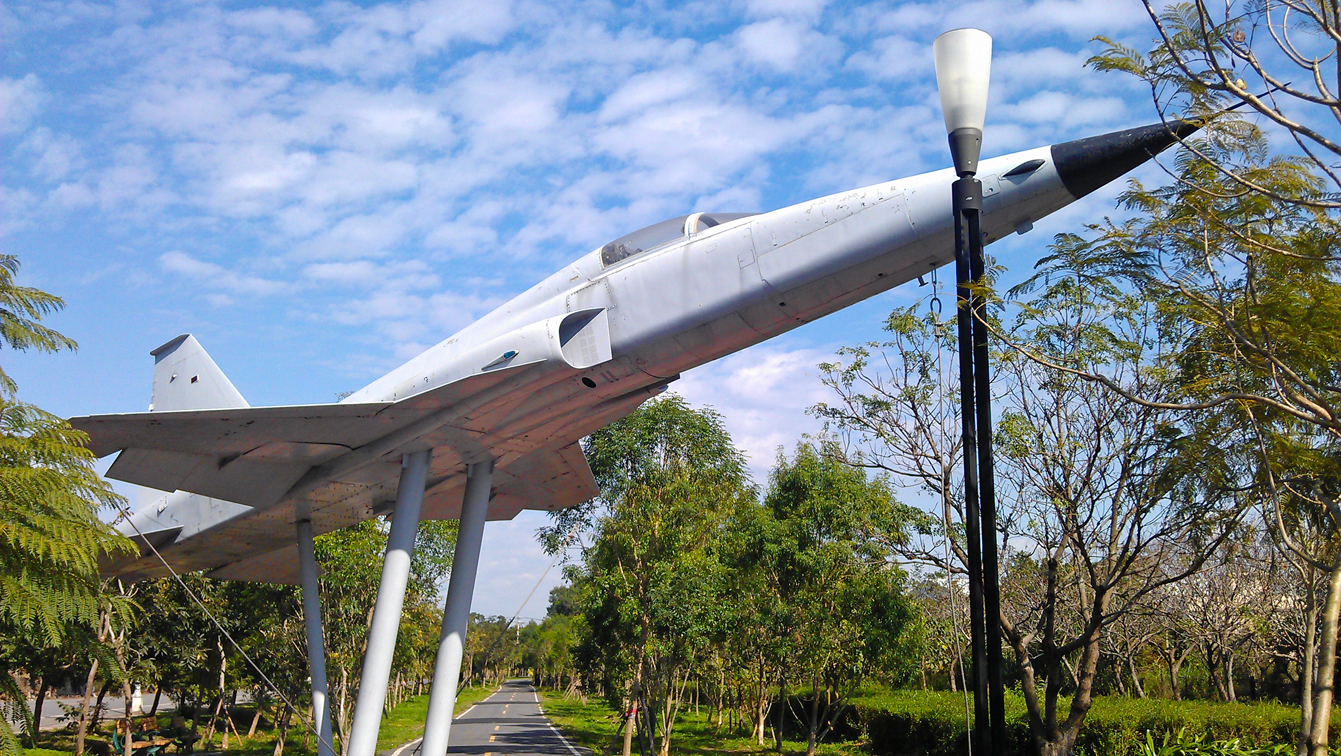
展示在空軍清泉崗基地旁潭雅神自行車道上的F-5E中正號單座戰鬥機（編號5262）

中華民國空軍擁有423架F-5各型戰鬥機，是使用F-5系列戰機的最大使用國。全系列使用時間已經接近60年，全數在2025年7月4日除役。
1960年代，隨著F-86F軍刀機日漸老化，中華民國空軍開始要求美方提供後繼機種。1965年11月28日，從第一架F-5A戰機即開啟了F-5A/B/E/F戰機系列在中華民國空軍的服役歷史，依照海外軍售（FMS）與軍援計劃（MAP）的途徑一共獲得了92架F-5A單座機與23架F-5B雙座機。第一個換裝的單位是駐防台南基地的第443戰術戰鬥機聯隊，在其後一共有四個聯隊陸續換裝，代號「玉山計劃」。
1972年，依照美軍的要求將軍援計劃(MAP)獲得的48架F-5A移交予南越空軍，其間中華民國空防除由美軍從嘉手納基地的美國空軍第18聯隊調派兩個F-4戰鬥機中隊，分別是第44戰鬥機中隊24架F-4C戰鬥機，及第67戰機中隊24架EF-4C戰鬥機，屬野鼬機種，共48架F-4幽靈II戰鬥機進駐台中清泉崗基地，也在台南空軍基地設立一個分隊，另移交一批T-38教練機補足機隊數量，以維持空勤組員的飛行能力，也加速F-5E/F戰機的獲得，美國於1975年5月移交28架全新的F-5E，這是虎安計劃的起點。移交南越的那批F-5A到後來有一部分，又交還給中華民國空軍，其中甚至包含了一架美軍在越南評測時使用的F-5C戰機。
F-5A戰機一直到1987年6月30日才從中華民國空軍正式除役，而F-5B戰機則是一直使用到1996年6月30日才除役，F-5A在中華民國空軍服役了將近22年，而F-5B則服役了31年。但是在此之前全數的F-5A與大部分F-5B都早已被封存，甚至被改裝成遙控靶機。這些遙控靶機都是由單座的F-5A所改裝，在天劍計劃中居功甚偉，截至2000年左右，這批靶機還有兩架停放在清泉崗基地的漢翔廠區。除此之外中華民國空軍用以與菲律賓交換P-51陳展，以及用來和比利時以阿里山11號計劃交換F-104星式戰鬥機拆零機的也都是這批F-5A/B戰機。
1978年，由於受到中華民國與美國斷交的打擊，政府擔心駐臺美軍撤防後中共會趁虛而入，加上對於無法繼續向美國添購武器的疑慮，中華民國政府帶頭發起了「自強運動」，在「莊敬自強，處變不驚」的口號下，民間激起了愛國心，募得了可觀的款項，中華民國政府順利購買了十四輛美製M48A3戰車、十八架美製F-5E/F戰鬥機與八艘自製的海鷗級飛彈快艇。

### 中華民國F-5E/F生產與換裝

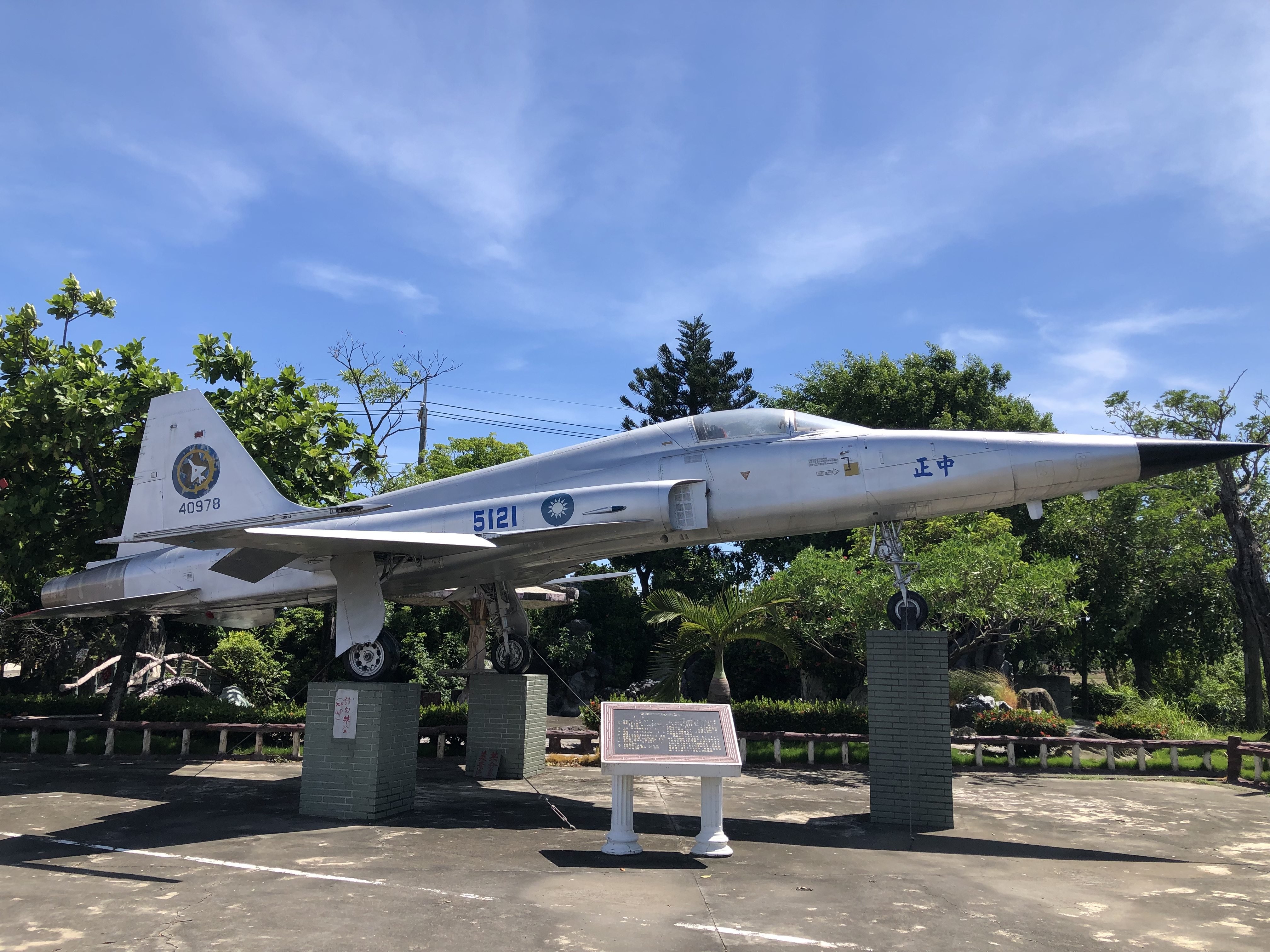
展示於麻豆海埔池王府前「臺南軍史公園」內的F-5E中正號單座戰鬥機。（機號5121）

1968年中華民國與美國諾斯洛普洽談合作生產F-5E/F戰鬥機，1973年雙方政府簽訂協議備忘錄，由諾斯洛普提供生產飛機之各種技術資料、人員訓練與勞務、以及所需的工具與成套飛機器材，並由美軍售予航空裝備，使生產工作順利展開。自1973年初至1986年底為止，共生產F-5E單座戰鬥機242架、F-5F雙座教練機66架，合計308架戰機，以供中華民國空軍新機換裝。中華民國空軍使用之F-5E/F戰鬥機共有336架，部分為美國移交。
1973年
- 2月9日，中華民國政府與美國政府簽訂了一份協議-由航空工業發展中心（AIDC）在諾斯洛普公司的授權之下生產100架F-5E戰機。這項定名為虎安（Peace Tiger）的生產計畫一直持續進行到1980年代中期，截至最後的虎安六號計畫為止，一共生產了F-5E單座機242架與F-5F雙座機66架，佔全球生產量約四分之一，是全球最大的使用國。

1974年
- 10月30日，第一架出廠的F-5E（虎安一號，美軍序號74-0958／本軍編號5101）離線出廠，機體塗裝初為東南亞三色叢林迷彩，為慶祝當時總統蔣中正先生的88歲生日命名為「中正」，而非沿用原廠所賦予的虎II。
- 12月1日，臺南第一聯隊成為第一個換裝F-5E/F戰機的單位，同時成立「嵩山換裝訓練小組」，作為培訓種子教官的班隊，並成立炸射訓練班。
- 12月6日，第一架F-5E(編號5101)，由航發中心試飛官甯德輝中校首飛成功。
- 12月28日，F-5E(編號5101)飛交臺南第一聯隊第九中隊服役。

1975年
- 6月2日，臺南第一聯隊的第1、3及9中隊開始換裝，分別接收總數48架F-5E戰機，成為中華民國空軍第一個成軍的F-5E作戰單位。

1976年
- 8月16日，桃園第401聯隊開始換裝F-5E戰鬥機。

1977年
- 11月，第一批100架F-5E戰鬥機生產完畢。

1978年
- 1月16日，嘉義第455聯隊第21、22及23中隊分別進駐臺南基地「嵩訓小組」，歷時約3年完成F-5E換裝。
- 6月30日，美國總統吉米·卡特因為外交政策改變，而取消原本要對台灣出售的64架F-4幽靈II戰鬥機。

1979年
- 1月1日，美國與中華人民共和國建交，為補償拒絕出售F-4E戰機給中華民國，追加F-5E/F的生產數量。
- 6月15日，首架F-5F(虎安三號，本軍編號5351)出廠，另14架C構型F-5E出廠。

1982年
- 4月，位於台東空軍志航基地的第737聯隊所轄第44、45及46中隊，開始換裝F-5E/F戰鬥機。

1984年
- 第737聯隊第46中隊接手臺南第一聯隊「炸射班」任務，除了專精訓練外，並成為「假想敵中隊」，負責模擬中共空軍戰術。所轄F-5E/F戰鬥機採東南亞三色叢林迷彩、低視度雙色空優迷彩兩種塗裝，又被稱為「匪地優」與「匪空優」。

1986年
- 7月1日，花蓮空軍第828聯隊(第八聯隊)所轄第14、15及16中隊，成為全軍最後一個換裝F-5E/F戰鬥機的單位，第16中隊當時仍繼續操作F-5A/B戰鬥機。
- 12月9日，最後一架F-5F(編號5342)出廠。

1987年
- F-5A/B戰機於6月30日除役。

1992年
- 7月1日，第八聯隊撤裁，所轄第八飛行大隊改隸空軍東部指揮部。

1994年
- 為了讓所有F-5E/F擔負戰備任務，同時也補足戰鬥教練機的不足，空軍執行「子鷹計畫」，向美國租借了40架T-38教練機。
- 嘉義455聯隊開始換裝F-16 Block 20，原編制F-5E/F分批飛往屏東第一後勤指揮部進行檢整，機況較差的就地封存。

1995年
- 3月17日，中華民國空軍向美國租借的40架T-38教練機，第一批20架經海運運抵花蓮港。
- 4月28日，中華民國空軍向美國租借的40架T-38教練機，第二批20架經海運抵花蓮港。
- 5月24日，花蓮第八大隊第14、15中隊換裝T-38教練機，由前參謀總長劉和謙一級上將於花蓮佳山基地主持成軍暨開訓典禮。

1997年
- 第八大隊所屬第14中隊移編嘉義455聯隊，桃園401聯隊所屬第12偵照隊開始接收改裝完成返國服役的RF-5E虎眼式偵照機。

1998年
- T-38教練機租約到期歸還美國。第八大隊移防空軍桃園基地、第四偵照隊此時在桃園恢復建制，負責操作七架RF-5E虎眼式偵照機，隸屬空軍桃園基地指揮部。第401聯隊東遷花蓮佳山基地並開始換裝F-16A/B戰隼戰鬥機。

2001年
- 第八大隊所屬訓練中隊移防台中清泉崗基地。
- 尚存的52架F-5E/F全部完成檢整。

2004年
- 11月，第八大隊裁撤，第四偵照隊東遷花蓮，併入第12偵照隊成為其下轄的「虎眼分隊」。此時除了花蓮佳山基地的第12偵照隊虎眼分隊仍使用RF-5E，僅剩台東志航基地的第737聯隊是完全使用F-5E/F的聯隊。在全盛時期，空軍共有五個聯隊裝備F-5E/F戰鬥機。

2005年
- 台東志航基地第46中隊的「假想敵中隊」任務解除，改由花蓮第401聯隊已經換裝F-16A/B戰隼戰鬥機的第17戰術戰鬥機作戰隊(雷神中隊)接手。

AIDC從組裝F-5E/F開始逐步建立超音速飛機的製造能力，到虎安計劃後期甚至能夠製造組裝整組單座前段機身回銷原廠。由於製造雙座前機身專用型架在價格上過於昂貴且數量上不夠經濟，AIDC的F-5F是向諾斯洛普原廠購買前段機身與本地製造的後機身結合組裝成機的方式生產。早期生產的機體據說有縱樑扭曲的情形，後續實行固強計劃後完成改善。
2023年

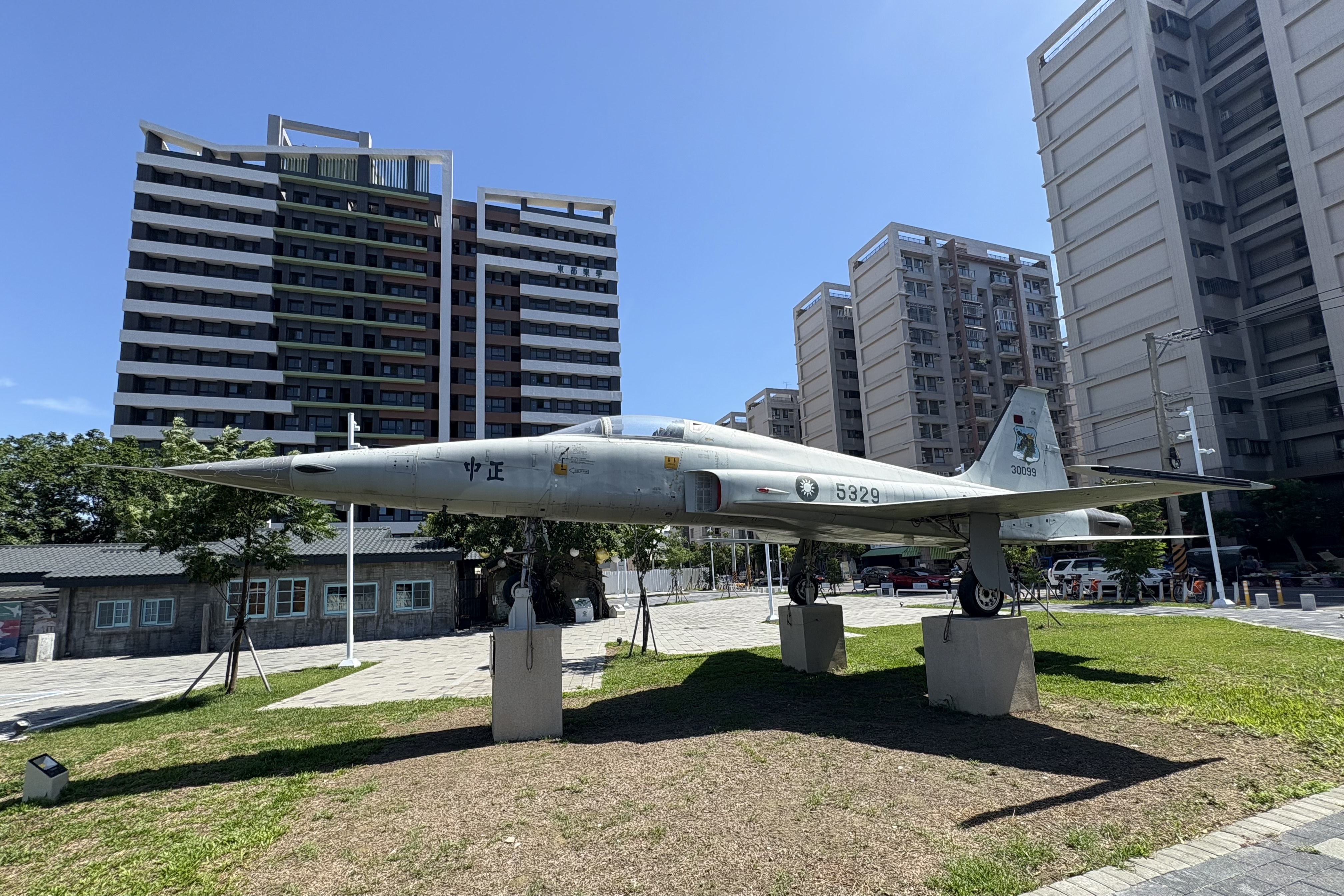
中華民國空軍F-5E戰鬥機，原隸屬空軍第七聯隊

- 11月29日，空軍第七戰術戰鬥機聯隊所屬的F-5E/F戰鬥機，奉命全數解除戰備任務。在新購的66架F-16C/D Block 70到貨前，第44、45作戰隊先行換裝勇鷹高教機。

2025年
- 7月4日，中華民國空軍F-5機隊的除役儀式將在花蓮空軍基地舉行[3]。

### 固強計劃
計畫主持人：祝如竹上校與翁慶隆上校

當時諾斯洛普原廠生產縱樑時所選用的材料，未考慮到台灣潮濕高鹽份的海洋氣候環境，空軍修護人員在修護過程時亦將表面處理的保護膜磨損，形成應力腐蝕。當時華錫鈞將軍聽取研究人員祝如竹與翁慶隆報告，決定採用美國理海大學教授薛昌明博士提出的以複合材料修補飛機結構方式，在初步使用下已有可靠的修補效果。1988年春天，固強計畫完成結案。

### 換裝彈射椅
2021年3月22日，發生F-5E戰機擦撞墜海事故，為提升F-5戰機飛安，國軍已核定7億8,000萬餘元預算採購先進彈射椅。將空軍現役的16架F-5E戰機與27架F-5F戰機，換裝馬丁貝克公司的Mk16彈射椅，採購70張彈射椅。這批彈射椅將於F-5戰機除役後，再裝上自行研發的初教機使用。避免有浪費公帑及資源的情形。70具彈射座椅於2022年底全數換裝完畢。

### 構型
由於航發被授權生產虎II型前後有6批，量產中原廠也不斷地推陳出新，因此不同批次的F-5從外型到內部功能都有差別。諾斯羅普授權的版本共有K、Ba、C、假C等四種構型：
1. K構型（E1、E2）：基本型，裝備AN/APQ-153雷達、AN/ASG-29前置光學瞄準器、KB-26A照相槍、LN-33慣性導航系統、AN/ARN-18戰術導航系統，無雷達警示器，無熱焰彈／干擾絲散佈器，有風擋雨刷，黑色圓錐形雷達罩與較小的翼前緣延伸面。這批戰機在後續整修時也比照Ba構型裝設雷達預警器與干擾絲散布器。
2. Ba構型（E）：以K構型改良的量產型，有AN/ALR-46(V)3雷達警示器，AN/ALE-40(V)7熱焰彈／干擾絲散佈器，有風擋雨刷，黑色圓錐形雷達罩與較小的翼前緣延伸面（LEX），增加AGM-65小牛飛彈的操作能力。
3. C構型（E、E1、E2、E3、F1、F2）：裝備AN/APQ-159(V)5雷達，AN/ASG-31前置光學瞄準器，AN/ALR-46雷達警示器，AN/ALE-40熱焰彈／干擾絲散佈器，無風擋雨刷，灰色扁平鯊魚鼻形雷達罩與較大的LEX。有30架C構型F-5F增裝AN/AVQ-27雷射目標指示器（LTDS，Laser Target Designator System），具導引GBU-12雷射導引炸彈（英语：GBU-12 Paveway II）功能。
4. 假C構型：僅限單座機，裝備與K構型相同的錐形雷達罩，機體諸元與C構型相同，但是未裝備鯊魚鼻型雷達罩，且LEX非加大版為標準尺寸。

在新一代戰機服役後，中華民國空軍在2001年為最後留存40多架的F-5E/F戰機比照美軍規格，更換AN/APQ-159(v)5雷達。

### 中華民國空軍F-5E/F戰史
F-5E/F在中華民國空軍服役的期間台海熱戰已過，所以沒有與中國人民解放軍交戰的機會。但是中華民國軍方曾經執行「大漠計畫」，以志願退役的空軍飛行員支援北葉門對南葉門作戰，曾參與大漠案並獲得阿拉伯皇室獎章的空軍軍醫劉忠武有著作《大漠案揭密：中華民國兵援外交祕史》。

#### 叛逃
F-5E/F在服役期間共發生兩次由中華民國空軍飛行員叛逃駕駛飛往中國大陸的事件。分別是：
1. 1981年8月8日，黃植誠駕F-5F叛逃（美軍序號77-0343／中華民國軍方序號5361），該機陳列於北京昌平小湯山的中國航空博物館。

1. 1989年2月21日，林賢順駕F-5E叛逃（美軍序號74-0977／中華民國軍方序號5120），人員因油盡棄機跳傘，飛機墜毀於廣東省豐順縣。

#### RF-5E虎眼式偵察機
隨著偵照中隊配備的R-CH-1中興號偵察機與RF-104G偵察機除役，失去專業偵察機的中華民國空軍決定將飛行時數較少的7架F-5E改裝為偵察機，雖然漢翔公司爭取此項目，但中華民國空軍還是在1997年決定委託新加坡科技宇航執行改裝，空軍實際撥交了8架F-5E給新加坡，其中1架作為折抵改造費用。RF-5E除正常戰訓任務外尚支援國土探勘與災害搶救。在921地震，八八水災後也出動拍攝受災情形以供搶救單位參考。
RF-5E與F-5E的設計差別：
- 拆除原有的 AN/APQ-159 (V5)雷達和右側1門M39A3機砲作為安置偵照設備的偵照艙，內部採模組化布局
- 機首增長8英吋。
- 在偵照機鼻艙上，設置有前斜向一個、下方三個偵照窗口，可裝載KA-95低高度廣角相機、KA-87D前視相機和RS-710E 紅外線照相機
- 在座艙下方加裝900型地形對比攝影機，因撤除雷達因此駕駛艙的雷達顯示器亦一併拆除，該位置改裝 Type 900型攝影機監控顯示器
- 為了平衡RF-5E機鼻加長且加裝相機後所產生的重量，在機尾下方裝設和F-5F雙座機相同型式的配重塊
- AN/ASG-31前置光學瞄準器仍保留，在加掛AIM-9P4響尾蛇空對空飛彈後，RF-5E仍保留基本的空戰功能

這7架RF-5E在1997年8月陸續返國，並以55開頭重新編號，分別為：
- 5501號（83-0085），原5315號F-5E改裝
- 5502號（83-0086），原5316號F-5E改裝（已墜毀）
- 5503號（83-0087），原5317號F-5E改裝
- 5504號（83-0088），原5318號F-5E改裝
- 5505號（83-0091），原5321號F-5E改裝
- 5506號（83-0093），原5323號F-5E改裝（已墜毀）
- 5507號（83-0094），原5324號F-5E改裝

##### RF-5E虎眼式偵察機失事
- 2003年10月12日，RF-5E(編號5502)從台中清泉崗基地起飛，於11時疑似發動機故障而墜落在新竹外海30海浬(僚機目視該機發動機冒煙、起火)。第4中隊飛官李慶熙上尉(空官76期、1290飛行小時)跳傘，於當日12時05分時被海軍子儀號巡防艦救起，僅受輕傷。
- 2011年9月13日，RF-5E(編號5506)從花蓮基地起飛，與F-5F(編號5401)執行夜間飛行訓練任務，因飛行員喪失地形狀況警覺於蘇花公路114.6公里處撞山墜毀。RF-5E第12偵照隊虎眼分隊飛官蕭文民上尉與F-5F第12偵照隊虎眼分隊前座飛官王鴻祥少校及後座飛官常建國中校殉職。

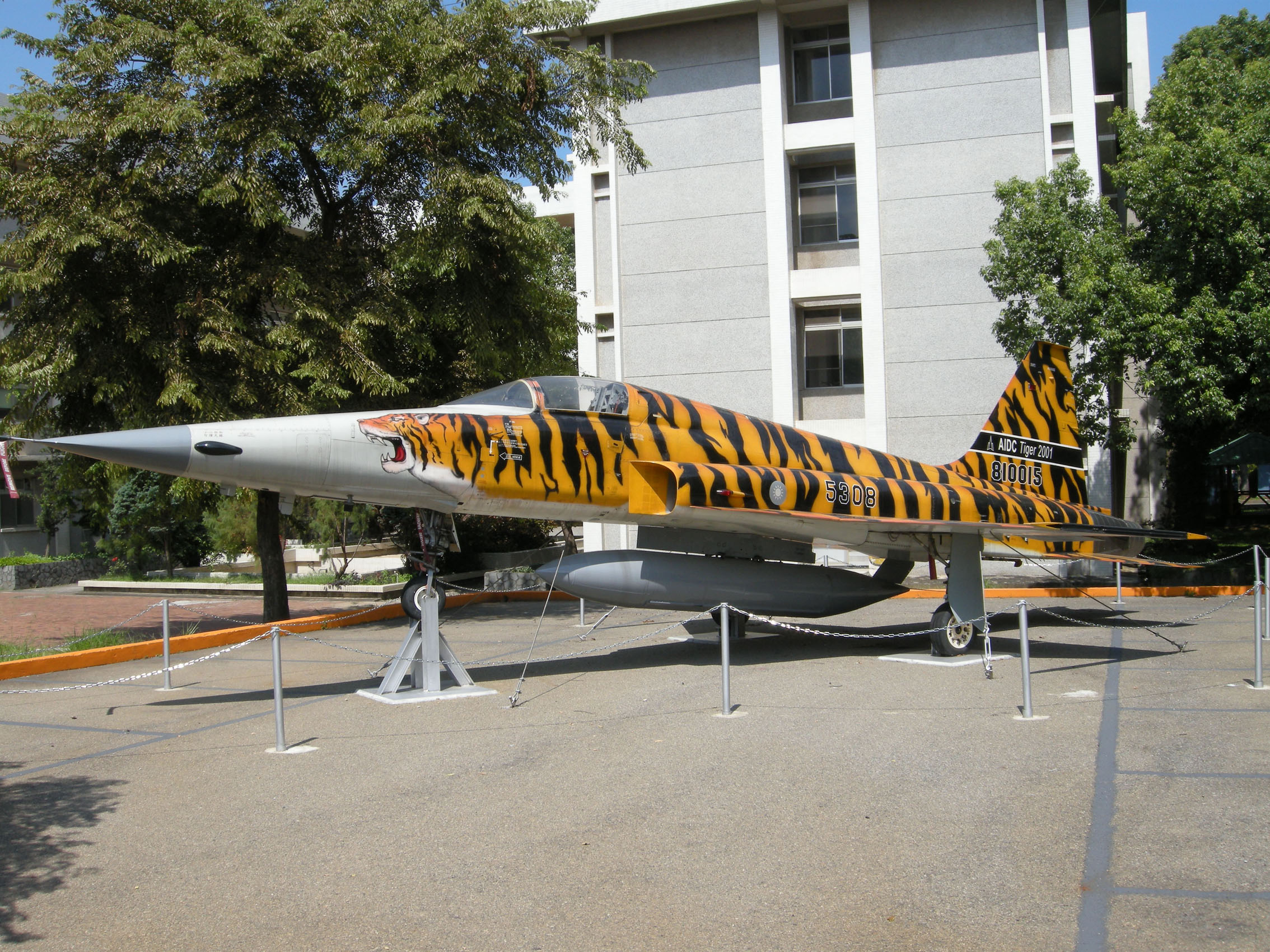
停放翔園的TIGER 2000

#### Tiger2000性能提升
由於機齡老化與1990年代大量新一代戰機的引進，目前中華民國空軍現役的F-5E/F已經退居第二線。主要擔任新進飛行員第三階段部隊訓練任務機種，並分擔對地打擊任務。
1997年，漢翔公司鑒於空軍換裝二代戰機後仍會操作一個聯隊的F-5E/F機隊，因此洽詢諾斯羅普公司合作打造性能升級的F-5戰機，但最後因不明原因導致合作破局，最終由漢翔自力完成改良。漢翔以經國號戰機之航電、武器系統為藍本，推出了針對F-5E的性能升級計畫-TIGER 2000，原型機於2001年出廠，編號Tiger 2001，2002年7月24日首飛。TIGER 2000沿用F-5E/F原有機體與發動機，但改用部分為經國號戰機所發展的航電系統，包括GD-53金龍雷達、MIL-STD-1553B軍規匯流排，手置節流閥及操縱桿（HOTAS）、整合式全球衛星定位系統暨慣性導航系統（GPS/INS）等與二代戰機同等級之裝備。
改良後的Tiger 2000戰機可於機身中線掛載一枚天劍二型飛彈，使F-5E/F在修改後具備超視距作戰能力。而原本僅能作為測距的對空雷達在更換為脈衝督卜勒雷達後，對地攻擊任務可以借助雷達校正，使攻擊更加準確；同時漢翔公司亦提出配合Tiger 2000計畫修改F-5F雙座機型，以強化其部訓及對地攻擊能力。
經漢翔公司與空軍協調之後，空軍同意撥交一架F-5E戰機（5308）由漢翔公司改裝為原型機。該架原型機於2002年7月24日進行首次試飛，並由許良啟先生進行機身彩繪設計與施工。然而，由於當時空軍已計畫在10年內將F-5E/F機隊全數除役，且並受到台灣本身特殊政經外交情勢影響，外銷困難，Tiger 2000計畫最後無疾而終。而5308機也於2008年除役，現展示於台中漢翔翔園。

#### 中華民國空軍失事的F-5A/B/E/F
| 日期       | 地點                                  | 型號  | 編號 | 結果                                                      | 原因 |
| ---------- | ------------------------------------- | ----- | ---- | --------------------------------------------------------- | --- |
| 1966.02.23 | 澎湖外海                              | F-5A  | 1201 | 周鑑寧少校殉職                                            | 於石礁靶場進行投彈訓練，當時天候不佳，疑因彈架脫落擊中油箱以致油料外洩，跳傘後失蹤 |
| 1969.08.16 | 豐年機場                              | F-5B  | 1108 | 五大隊27中隊莫迺力上尉 白大山中尉殉職                     | 執行儀器飛行訓練，實施低空觔斗，撞地殉職 |
| 1971.01.01 | 台灣海峽                              | F-5A  | 1255 | 分隊長 張勝吉少校失蹤                                     | 擔任長機，與僚機梁凱生上尉進雲飛行後失聯失蹤 |
| 1971.01.01 | 台灣海峽                              | F-5A  | 1264 | 梁凱生上尉失蹤                                            | 擔任僚機，與長機張勝吉少校進雲飛行後失聯失蹤 |
| 1971.10.31 | 台北中興橋                            | F-5A  | 1218 | 雷虎小組 羅宏新少校殉職                                   | 於表演對地開花時擔任4號機。1、2、3號機需由前、左、右各做一次翻滾帶出場，4號機則需垂直向下兩次翻滾拉起。但當時表演地點積雲，開花高度低於平時訓練高度，導致4號機拉起時高度已不够，尾翼勾住高壓電塔電䌫線墜毀 |
| 1973.07.02 | 桃園埔心                              | F-5A  | 1278 | 飛行官 沈偉鈞中尉殉職                                     | |
| 1976.04.01 | 屏東佳冬                              | F-5E  | 5131 | 飛行官跳傘                                                | 操作系統故障墜毀 |
| 1977.02.24 | 台南外海                              | F-5E  | 5104 | 飛行官 周志發中尉跳傘                                     | |
| 1978.01.14 | 台東機場                              | F-5A  |      | 飛行官 王耀星中尉(58期)殉職                               | 放棄起飛失敗，飛機衝出跑道後墜崖 |
| 1978.02.02 | 台南外海                              | F-5E  | 5113 | 飛行官 張世榮中校殉職                                     | |
| 1978.05.12 | 屏東佳冬                              | F-5E  | 5201 | 飛行官 何健明上尉(54期)殉職                               | 隨長機編隊進場，因雲層較低高度不對，未及拉起機頭 |
| 1978.08.07 | 台南外海                              | F-5E  | 5213 | 21中隊飛行官 黃英岳中尉殉職                               | 因3號長機未按雷達導引之穿雲下降程序，造成4號機(5213)，高度太低而衝入海中 |
| 1978.09.07 | 台南外海                              | F-5E  | 5136 | 飛行官 林德華中尉(58期)殉職                               | 已有其它飛機因低油量要求優先降落，以致座機亦因油盡熄火，未及跳傘 |
| 1978.11.07 | 桃園基地                              | F-5E  | 5176 | 飛行官 詹必賢(57期)殉職                                   | 飛機墜海，飛行員失蹤 |
| 1979.05.19 | 外海                                  | F-5E  | 5189 | 飛行官 陳維基(57期)殉職                                   | 飛機墜海，飛行員失蹤 |
| 1979.07.16 | 澎湖馬公                              | F-5E  | 5124 | 飛行官 吳少豪少校殉職                                     | 執行空靶射擊任務時，負責拖曳靶機，疑似遭誤擊墜海 |
| 1980.09.27 | 馬祖外海                              | F-5E  | 5177 | 飛行官 傅范標上尉殉職                                     | 執行運輸機空中掩護任務時發生戰鬥機相撞意外 |
| 1980.04.30 | 東部外海                              | F-5A  |      | 44中隊 吳富景中尉殉職                                     | 於接受飛行戰技訓練時失事墜海 |
| 1980.11.17 | 東部外海                              | F-5B  |      | 44中隊作戰長 閻海卿 作戰官 譚海華殉職                     | 執行任務時失蹤 |
| 1981.09.25 | 台北大屯山                            | F-5F  | 5366 | 5大隊 作戰科長 朱嘯天中校 26中隊 飛行官 郄振興中尉殉職    | 執行執行國慶閱兵空中分列式預演〈漢武演習〉之天氣觀測任務時撞山 |
| 1981.11.02 | 屏東琉球                              | F-5E  | 5118 | 一中隊 分隊長 邢世平殉職                                  | 執行攔截不明機任務時，於琉球西南方失事墜海 |
| 1982.4.14  | 台南外海                              | F-5E  | 5129 | 飛行官殉職                                                | 於台南外海48海浬處，戰術對抗時機械故障，失事墜毀 |
| 1982.11.22 | 水上機場                              | F-5F  | 5375 | 23中隊 副中隊長 劉淦屏殉職 飛官 丁忠武跳傘獲救            | 於夜間進行落地重飛時，因發動機吸入外物造成熄火，後座教官為讓前座學官跳傘逃生，自己未跳傘 |
| 1983.05.28 | 台東三仙台                            | F-5A  | 1260 | 44中隊作戰官 嚴治國中尉殉職                               | 於台東三仙台進行空對地應用戰術訓練時人機失蹤 |
| 1983.08.10 | 台南機場                              | F-5F  | 5373 | 分隊長 馮世偉上尉(58期) 安傑民中尉殉職                    | 帶飛學員，因學員操作量過大改正不及，飛機於跑道頭南邊失速墜落 |
| 1984.10.05 |                                       | F-5A  | 1277 | 周忠立中尉殉職                                            | 實施超低空投彈訓練時，飛機未能及時拉起 |
| 1985.01.15 | 屏東外海                              | F-5E  | 5168 | 一飛官殉職                                                | |
| 1985.02.23 | 花蓮外海                              | F-5B  | 1120 | 14中隊 何立志少校 飛行官 馬迎春中尉殉職                   | 於執行試飛任務時失蹤 |
| 1985.04.22 | 屏東基地東跑道頭                      | F-5E  | 1266 | 試飛課長李少揚中校                                        | 駕機擔任試飛，任務失事,因公殉職 |
| 1985.06.20 |                                       | F-5B  | 1102 | 14中隊 副中隊長 何治統中校(51期) 王景忠中尉殉職           | 於執行訓練任務時失蹤 |
| 1985.12.17 | 台南縣上空                            | F-5E  | 5260 | 分隊長 許德英少校跳傘受重傷，中興號兩飛官殉職             | 與中興號教練機0703相撞，飛行員降落台南縣新營市新東國中獲救 |
| 1986.02.13 |                                       | F-5E  | 5222 | 黃英敏上尉殉職                                            | 於空中攔截訓練時擔任4號機，與2號機成耀湘發生擦撞墜毀失蹤 |
| 1986.02.13 |                                       | F-5E  |      | 成耀湘上尉 跳傘獲救                                       | 於空中攔截訓練時擔任2號機，與4號機發生黃英敏擦撞跳傘 |
| 1986.04.03 |                                       | F-5E  | 5116 | 徐永錚中尉 失事殉職                                       | |
| 1986.04.27 | 桃園外海                              | F-5E  | 5226 | 仲濟光中尉 跳傘獲救                                       | 執行例行戰術科目訓練時，發生雙發動機火警，飛行員於低空跳傘，飛機墜於桃園外海 |
| 1988.09.28 | 宜蘭外海                              | F-5E  | 5232 | 第八大隊大隊長 嚴家聲上校(49期)殉職                       | 推論因空腹，導致低血糖昏迷而失事 |
| 1989.01.27 | 南橫天池                              | F-5F  | 5390 | 劉茂安上尉 46中隊(假想敵中隊)戰術專精班教官吳天柱上尉殉職 | 當日正進行由海上超低空轉入秀姑巒溪 ，再穿越中央山脈山溝南飛至佳冬靶場，但因雲層太低影響視野撞山失事。失事戰機直至1993年5月23日高雄救難協會在搜救山難時，意外於南橫山區發現戰機殘骸                         |
| 1989.02.11 | 廣東豐順縣                            | F-5E  | 5120 | 中隊輔導長 林賢順少校跳傘                                 | 自台東叛逃。燃料用盡後飛行員跳傘，飛機則墜毀於廣東省豐順縣湯南鎮農田 |
| 1989.05.09 |                                       | F-5F  | 5354 | 督察室考核官 唐康男少校殉職                               | |
| 1989.07.15 | 桃園蘆竹                              | F-5F  | 5415 | 17中隊分隊長 程必偉上尉 5大隊督察室考核官 梁弘志少校殉職  | 疑因進場時失速，墜落蘆竹鄉境內稻田 |
| 1989.08.07 | 石礁靶場                              | F-5F  | 5411 | 周詩艾殉職                                                | |
| 1990.10.02 | 台南鯤鯓                              | F-5E  | 5227 | 劉遠忠獲救                                                | 操作系統故障，先將飛機拉往外海後始跳傘，飛機墜毀 |
| 1991.05.24 | 台南市                                | F-5E  | 5135 | 第一大隊 陳順強少校殉職                                   | 起飛時進氣口吸入飛鳥，為避免撞及六信高商及建業中學，故待飛越學校後始跳傘。但因高度不足，傘未完全張開即落地，飛機則墜毀於台南市運動公園                                                                     |
| 1991.05.28 | 屏東佳冬                              | F-5E  | 5191 | 飛官 張君仁上尉殉職                                       | 於佳冬靶場執行炸射訓練時，飛機未及時拉起 |
| 1991.07.26 | 雲林台西近海                          | F-5E  | 5255 | 陳望道少校跳傘獲救                                        | 於清泉崗基地起飛進行試飛，因機械故障墜毀 |
| 1992.05.28 | 花蓮外海                              | F-5E  | 5152 | 15中隊飛行官 莊明勳中尉(70期)殉職                         | 長機目視飛行員跳傘，疑因空速過大，傘開後立即破裂再墜入海中失蹤 |
| 1992.10.05 | 澎湖石礁靶場                          | F-5F  | 5406 | 成耀湘少校 沈千翔中尉殉職                                 | 疑似操作系統故障墜毀。為代表聯隊參加炸射比賽，以雙座機訓練參賽的二號機，於拉升進入五邊時失蹤 |
| 1995.12.20 | 台中外海                              | F-5E  | 5239 | 飛官 許德良上尉殉職                                       | 機械因素 |
| 1996.06.02 | 台東外海                              | F-5F  | 5351 | 作戰長 謝榮財少校(67期) 訓練官 蔣慶偉上尉(70期)殉職       | 發動機起火 在台東外海21浬處墜海 |
| 1997.09.30 | 花蓮鹽寮山                            | F-5F  | 5388 | 16中隊 中隊長 桂忠勇中校 飛行官 謝順燈中尉殉職            | 疑因高度過低，與編號5228之F5E在花蓮鹽寮海岸賀田山區撞山 |
| 1997.09.30 | 花蓮鹽寮山                            | F-5E  | 5228 | 16中隊 周秋光上尉殉職                                     | 疑因高度過低，與編號5388之F5F在花蓮鹽寮海岸賀田山區撞山 |
| 1998.12.03 | 台東基地                              | F-5F  | 5394 | 李映川少校 林盈志中尉殉職                                 | 發動機吸入飛鳥墜毀 |
| 2001.10.05 | 台東外海                              | F-5F  | 5356 | 作戰長 李致民少校(70期) 分隊長 康宏州上尉(74期)失蹤       | 疑似空間迷向。於台東東北方60浬，進雲後失蹤 |
| 2003.10.12 | 新竹外海                              | RF-5E | 5502 | 李慶熙上尉跳傘獲救                                        | 疑似發動機故障墜落新竹外海，飛行員由海軍成功級巡防艦子儀號救起 |
| 2005.01.27 | 志航基地                              | F-5F  | 5379 | 洪文正少校 龔玉誠少校跳傘獲救                             | 於起飛滾行時衝出跑道起火 |
| 2006.06.17 | 嘉義太保                              | F-5F  | 5381 | 周傑偉中校殉職 夏文裕中尉跳傘重傷                         | 疑似鳥擊 |
| 2007.05.11 | 新竹湖口                              | F-5F  | 5371 | 魏子淵少校 詹嘉鈞上尉殉職                                 | 參加漢光23演習 疑似鳥擊，總統府公布總統令，追晉故空軍少校魏子淵晉升為空軍中校，故空軍上尉詹嘉鈞則晉升到空軍少校。                                                                                          |
| 2009.07.15 | 澎湖石礁靶場                          | F-5F  | 5410 | 46中隊 中隊長 張良元中校(70期) 黃挺瑜中尉(87期)殉職       | 執行對地攻擊科目時，戰機於雷達幕上消失 |
| 2011.09.13 | 花蓮蘇花公路116公里處                 | F-5F  | 5401 | 常建國中校 王鴻祥少校殉職                                 | 與編號5506的RF-5E執行夜間任務時偏離航道撞山，總統府公布總統令，追晉故空軍中校常建國為空軍上校，故空軍少校王鴻祥為空軍中校，此令均自中華民國100年9月13日生效。                                              |
| 2011.09.13 | 花蓮蘇花公路116公里處                 | RF-5E | 5506 | 蕭文民上尉殉職                                            | 擔任領隊機，與編號5401的F-5F執行夜間任務時偏離航道撞山，總統府公布總統令，追晉故空軍上尉蕭文民為空軍少校，此令均自中華民國100年9月13日生效。                                                               |
| 2020.10.29 | 志航基地北面1浬                       | F-5E  | 5261 | 朱冠甍上尉殉職                                            | 發動機故障，飛行員跳傘逃生，被救起時呈現OHCA，經實施2次電擊，仍宣告死亡。總統府公布總統令，追晉朱冠甍為空軍中校，自2020年10月29日生效。2021年4月30日戰機殘骸打撈上岸。                                     |
| 2021.03.22 | 屏東牡丹鄉岸際旭海漁港距岸1.4浬海域處 | F-5E  | 5287 | 羅尚樺中尉殉職                                            | 執行訓練任務時與僚機發生擦撞，飛行員跳傘逃生後仍不幸殉職，追晉羅尚樺為空軍少校。 |
| 2021.03.22 | 屏東南仁漁港周邊礁岩縫處              | F-5E  | 5286 | 潘穎諄上尉殉職                                            | 執行訓練任務時與僚機發生擦撞，飛行員殉職，追晉潘穎諄為空軍少校。 |

### F-5E/F虎斑彩繪機
設計者：許良啟

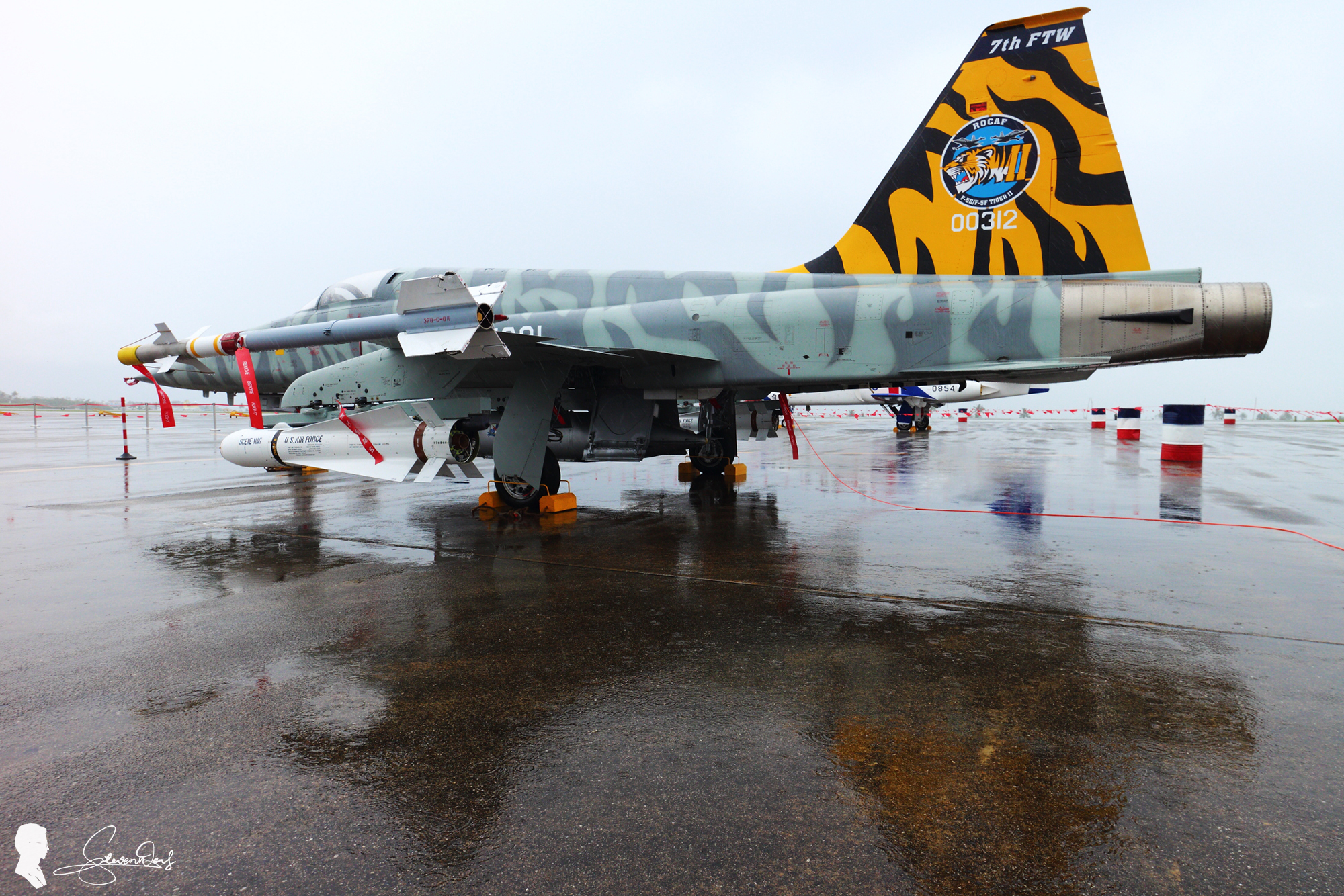
F-5E 虎斑彩繪機（機號5291）

以F-5E戰機（編號5291）與F-5F戰機（編號5395、編號5403）共三架塗裝為虎斑彩繪機，機身與機翼漆上低視度白、灰相間虎斑，垂直尾翼則漆上黃、黑相間虎斑，並在垂直尾翼上漆有新設計的圓型徽章。
徽章設計理念：ROCAF為中華民國空軍英文縮寫。深藍色外圈象徵我F-5戰機，具備掠海低空突襲的隱蔽性。淺藍色內圈象徵我F-5戰機，不畏空中纏鬥刁鑽的機動性。兩架戰機一單一雙呈現V字型勝利的印記，象徵空戰英雄凱旋歸來。老虎二式圖像，代表著這四十餘年來固守台海的英勇事蹟，將永續傳承。

## 改良企圖

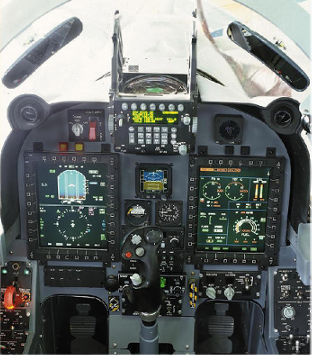
數位儀表

由於F-5系列戰機被定義成低端的外銷專用戰機，因此隨著時間的演進與新敵手的問世逐漸不能在可預見的未來勝任前線戰鬥機的任務。也因此出現了多種類型的改良方案，當然，作為原製造廠的諾斯洛普並未捨棄分食這塊市場的企圖。
諾斯洛普也嘗試發展更先進版本的F-5E，原訂的稱呼為F-5G，是作為F-5E後繼的出口專用戰鬥機而設計的（當時美國不允許自用的現役戰鬥機出口）。待在稍後該項禁令解除之後，F-5G也改名為F-20。雖然F-20在某些特定的領域當中遠優於早期型號的F-16（維修便利性，可靠度等），但是他繼承自F-5的較低載彈量與作戰半徑卻是在與F-16競爭時的不利因素。而美軍未採用造成的較高單位成本與信心因素則是造成計畫終結的致命傷（原型機的失事反而影響不大，因為F-16摔得更慘）。唯一例外的是中華民國的採購案是因為817公報的簽訂而遭受美國政府拒絕。在F-20計畫結束之後，諾斯洛普也推出了自己的F-5E延壽計畫，稱為F-5E Tiger IV。此外，從YF-17衍生而來的F/A-18之後也接替、取代了部分的F-5E。
2018年航空電子公司Garmin宣布一最新消息，將研發F-5戰鬥機的座艙升級套件稱為「Garmin 3000」，雖然最後一架F-5戰機下線已經是31年前，但至今還有些國家在使用，新駕駛航電系統將是全數位面板駕駛艙，且採觸控螢幕，這個升級案是由國際戰機戰術公司(TacAir)所委託。

## 與F/A-18的關係
F/A-18的開發與量產，是從F-5的設計重新檢討之後得到的結果。1972年，美國空軍提出了輕型戰鬥機（Light Weight Fighter，LWF）研究計劃並邀請廠家投標。諾斯洛普在進行內部研究之後，以F-5的延伸設計P-530為基礎在針對LWF規範進行強化之後推出了P-600方案作為對LWF的回應。在入選之後，空軍賦予P-600方案YF-17的編號並同意撥款製造兩架原型機與通用動力的YF-16進行對比試飛。在1974年，空軍決定把LWF從一個研究計劃正式立項作為F-15的輔助戰鬥機並改名為空戰戰鬥機（Air Combat Fighter，ACF）計劃，而在對比試飛後空軍宣布YF-16為較優者而贏得了ACF的650架採購案。但是海軍在國會指示下選擇新的多用途飛機時，而選擇繼續發展YF-17。由於諾斯洛普缺乏設計建造艦載機的經驗，於是邀請設計過F-4的麥克唐納-道格拉斯參與設計，兩家公司合作的結晶就是之後的F/A-18。
一篇1974年刊載於《航空與太空技術週刊》（Aviation Week）雜誌的文章當中描述了YF-17如何從F-5脫胎而來。當時諾斯洛普在設計F-5的經驗中發現了較大的翼前緣延伸面（LEX）有助於提升飛機的運動性，於是在YF-17上被大幅加大到座艙前方，而YF-17所採用的機翼剖面則與F-5相同，但是安裝位置則由F-5的低單翼改變為高單翼。而LEX在靠近座艙之處有兩道開口能在高攻角姿態時讓氣流通過，垂直尾翼也被儘可能的往前移以破壞由LEX產生的強大渦流，而這樣的設計也間接的提升了YF-17的生存性。但是這種設計的缺點也在日後的F/A-18A上被暴露出來，垂直尾翼結構長時間承受渦流衝擊後造成垂尾根部裂痕。這個問題的解決方案則是透過在LEX上加裝整流片與加強垂直尾翼結構的手段來改善。

## 衍生型號

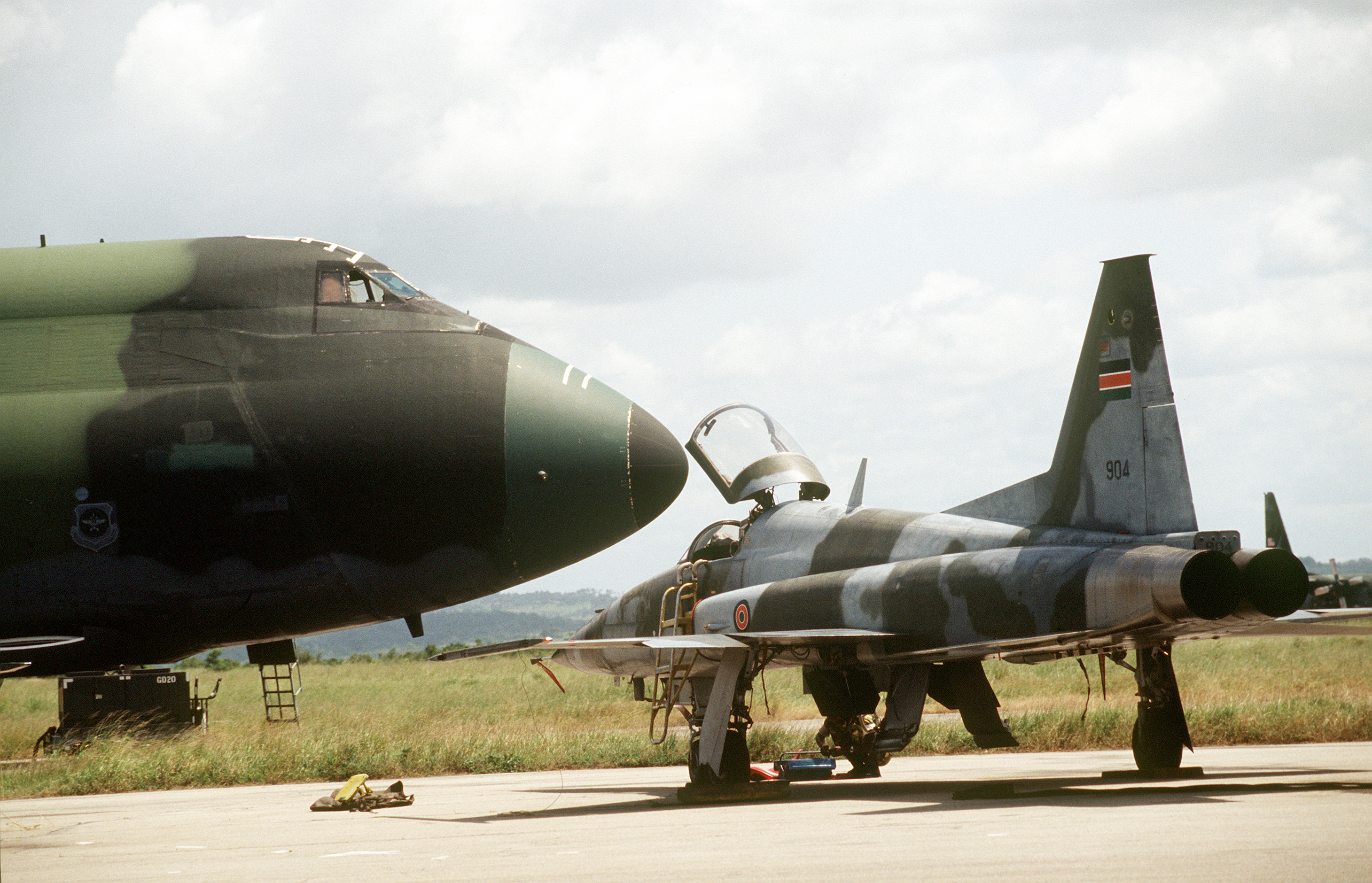
肯亞F-5E

- N-156F：單座的戰鬥機原型機，只產製了三架。
- YF-5A：三架原型機供美國空軍作為未定（Y有暫時給定的含意）的評估試行機。
- F-5A：單座戰鬥機。
- F-5A (G)：挪威皇家空軍使用的F-5A版本。
- XF-5A：這個番號代表用來做地面靜態測試的飛機。
- F-5C Skoshi Tiger：12架被美國空軍用來在越南測試了四個半月的F-5A自由鬥士。
- F-5E Tiger II：單座版戰鬥機。
- F-5E Tiger III：智利空軍使用的升級版單座戰鬥機。
- F-5G：F-20虎鲨過渡時期的名稱。
- F-5N：瑞士空軍使用過的戰機，後由美海軍當作假想敵戰機使用。
- F-5S：新加坡空軍使用的F-5E升級版，據報道，新加坡在其升級型號的F-5SE上增加了攜帶 AMRAAM(AIM-120) 的能力，但無法證實這一點。無法找到任何攜帶 AMRAAM 的 F-5 的圖片，這給這一說法增添了疑點。升級後的「 FIAR Grifo 」雷達可能與 AMRAAM 相容，但新加坡空軍僅在其 F-15 和 F-16 機隊上使用它們。。
- F-5ST（Super Tiger）：泰國空軍改良自F-5E，升级工作由以色列拉斐爾國防系統公司负责，但具体升级工作在泰国航空工业公司（TAI）进行。
- F-5N+/F-5F+：美國海軍航空系統司令部對F-5E/F進行「為庫存標準化的航電重新配置與戰術增強／現代化」（Avionics Reconfiguration and Tactical Enhancement/Modernization for Inventory Standardization，ARTEMIS） 計畫，改裝翻新美國海軍近期自瑞士空軍購買的16架F-5E（單座型）與6架F-5F（雙座型）戰機，採用商規零組件 簡化保修程序，並對F-5E/F的機身和J85-GE-21C發動機進行大規模整修，並更換航電系統，目前確認包括貼地飛行警示系統（GPWS），以及惡劣天氣和燃料相關的警示系統；其餘升級則可能類似戰術空中支援公司（Tactical Air Support）的F-5「先進虎」（Advanced Tiger），包括抬頭顯示器、開放式架構任務電腦、雷達警告接收機、紅外線搜索追蹤系統（IRST）、Nemesis脈波都卜勒（pulse Doppler）雷達、戰術資料鏈等。完成改良後，型號將改為F-5N+（單座型）與F-5F+（雙座型）。目前已完成22架採購改裝，根據規畫最多可能採購40架[19][20][21]。

- RF-5A：F-5A的單座偵察機版本。

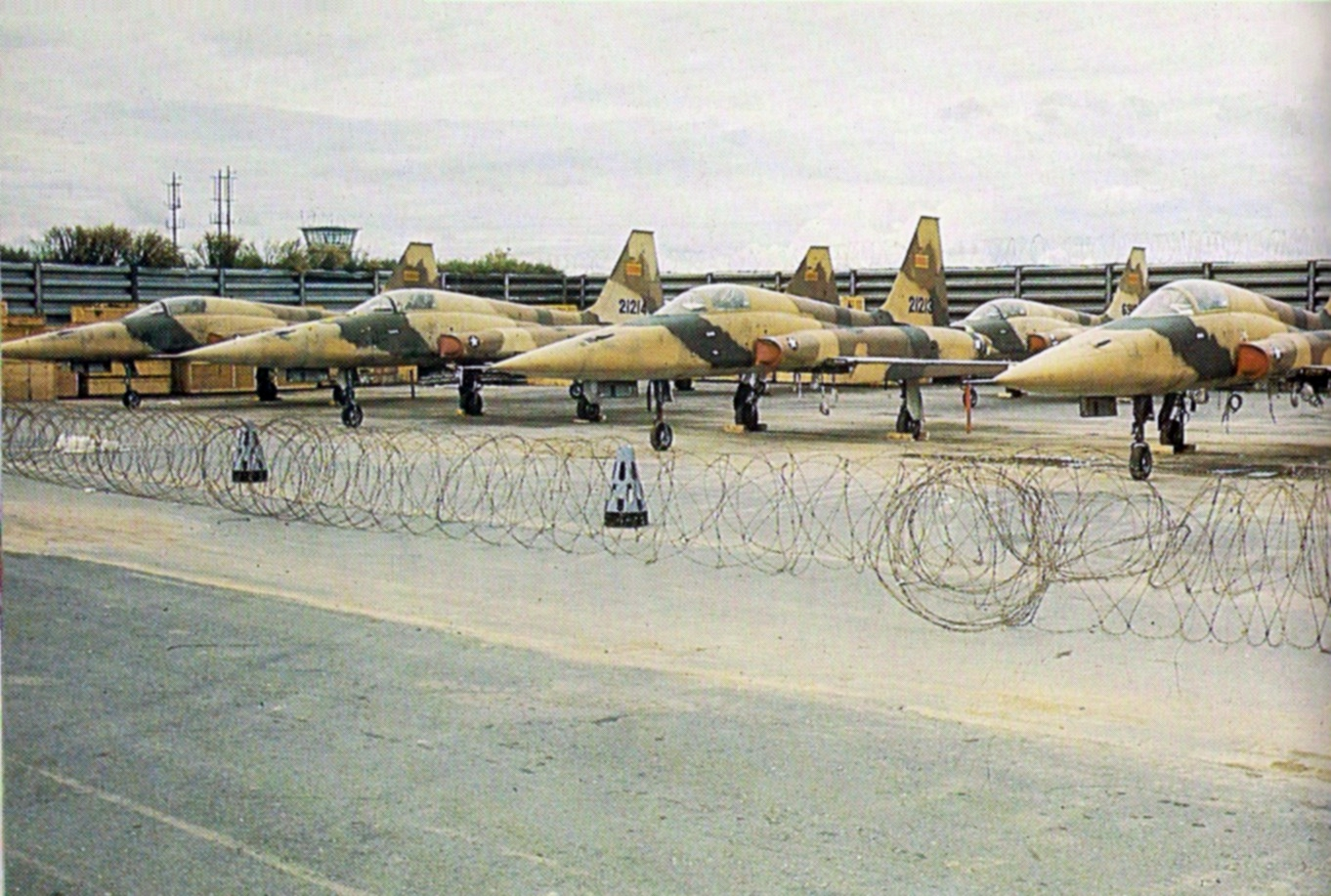
南越空軍早年的F-5A機隊

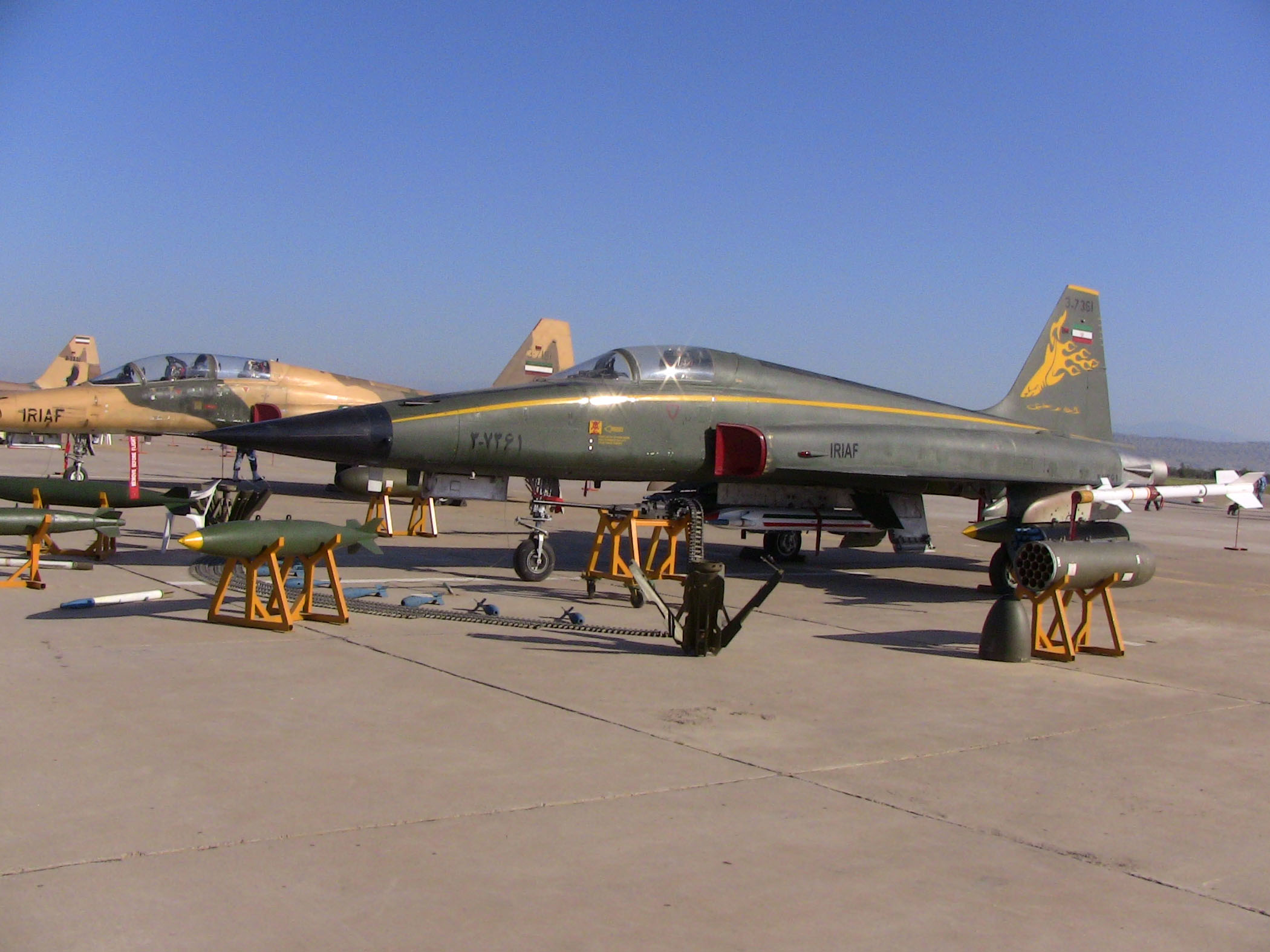
伊朗逆向達成全國產化的F-5E命名為考剎爾戰鬥機(Kowsar)，但可能換裝了中俄的航電和武器介面，與原裝F-5有較大不同。

- RF-5A (G)：挪威皇家空軍使用的F-5A單座偵察機版本。
- RF-5E Tigereye：F-5E的單座偵察機版本。此型飛機有外銷沙烏地阿拉伯、馬來西亞及伊朗。
- RF-5E Tigergazer：F-5E的升級版偵察機。此型飛機現由中華民國空軍使用，代號「虎瞰」。
- RF-5S Tigereye：新加坡使用之F-5S的偵察機版本。
- F-5AT：假想敵訓練用[23]

- F-5B：雙座教練機。
- F-5B (G)：挪威皇家空軍專用的F-5B教練機。
- F-5-21：YF-5B的暫時代號。
- YF-5B：一架裝有5000磅推力奇異J85-GE-21引擎的F-5B，後來該引擎成為F-5E使用的原型。
- F-5D：從未產製的教練機種。
- F-5F Tiger II：雙座教練機。
- F-5F Tiger III：智利空軍的F-5F升級型
- F-5T：新加坡空軍的F-5F升級型

### 其他國家自行改良型
- 因為1979年霍梅尼推翻親美的巴勒維王朝，導致伊朗與美國斷交，而伊朗用逆向工程的方式拆解分析自有的F-5戰鬥機，之後由伊朗研發出2款本土製戰鬥機：Saeqeh戰鬥機及Azarakhsh戰鬥機。此型戰機可搭配中國製或俄製的武裝，或伊朗國產及仿造的美式武裝。
- CF-5A：加拿大軍隊的單座戰鬥機版，是由加拿大空軍空軍授權允許以CF-116自由鬥士戰鬥機為依據所授權生產，加拿大將其定名為CF-116A。
- CF-5A (R)：CF-5A的單座偵察機版，供加拿大軍隊使用，生產數量非常少，加拿大將其定名為CF-116A (R)。
- CF-5D：加拿大武裝軍的雙座教練機版，定名為CF-116D。
- NF-5A：CF-5A的單座戰鬥機版，由荷蘭皇家空軍所用。
- NF-5B：CF-5A的雙座教練機版，由荷蘭皇家空軍所用。
- SF-5A：F-5A的單座戰鬥機版，供西班牙空軍所用，由西班牙的CASA授權允許生產。
- SRF-5A：RF-5A的單座偵察機版，供西班牙空軍所用，由西班牙的CASA授權允許生產。
- SF-5B：F-5B的雙座教練機版，供西班牙空軍所用，由西班牙的CASA授權允許生產。
- VF-5A：委內瑞拉空軍的單座CF-5A，如此編號命名的原因是加拿大空軍的一些CF-116轉售給委內瑞拉空軍。
- VF-5D：委內瑞拉空軍的雙CF-5D座教練機。

## 服役國家
- 美国：

军事承包商

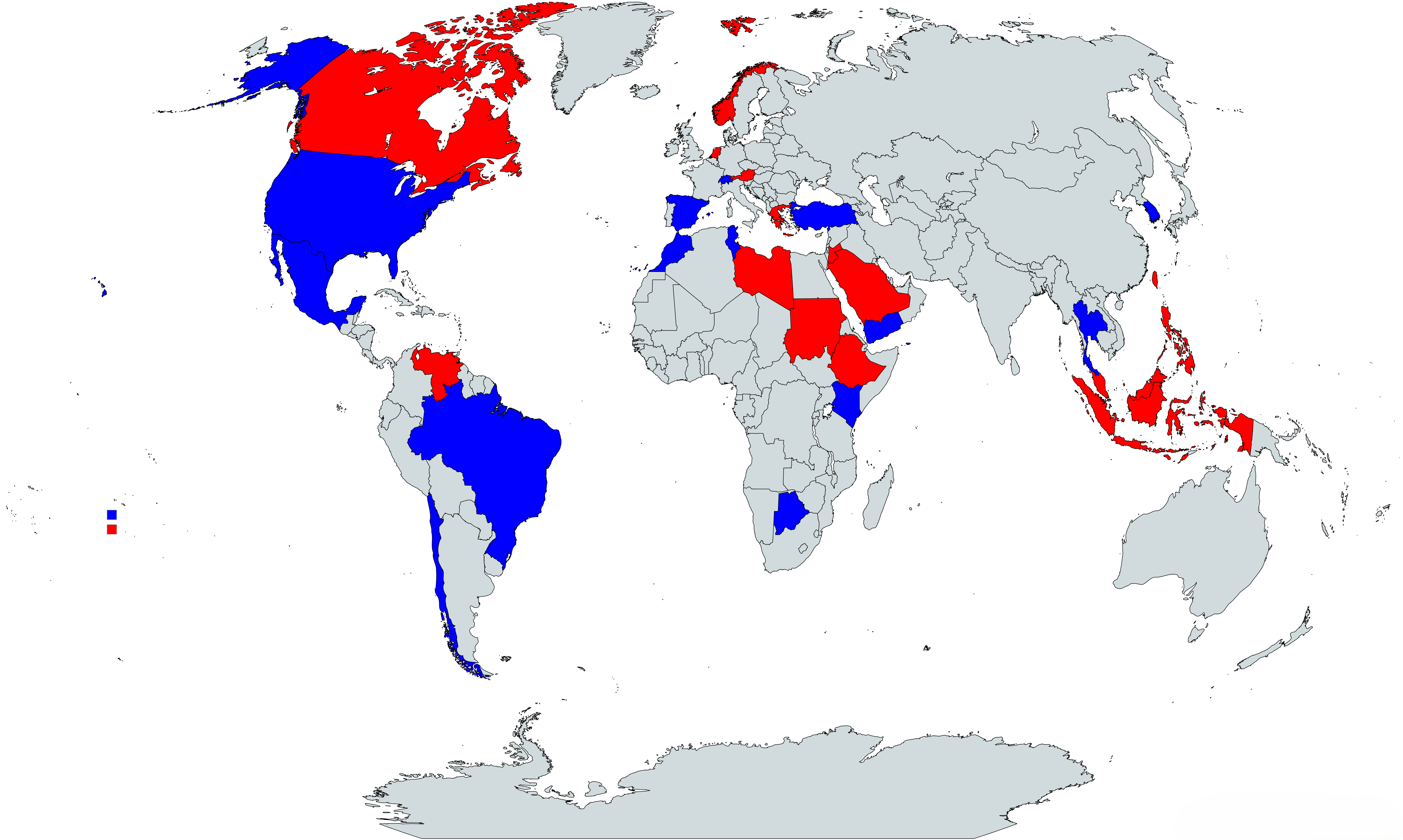
服役國家，紅色為曾服役國度。

- - 战术空中支援公司(Tactical Air Support Inc.)[23]

 美國空軍
- 战术空军司令部（英语：Tactical Air Command）(TAC)
  - 第64假想敵中隊（英语：64th Aggressor Squadron） (1976-1988)
  - 第65假想敵中隊（英语：65th Aggressor Squadron） (1975-1989)
- 美国空军教育训练司令部(AETC)
  - 第425戰術戰鬥機訓練中隊（英语：425th Tactical Fighter Training Squadron） (1973-1989)
- 美國駐歐空軍
  - 第527假想敵中隊（英语：527th Aggressor Squadron）（1976-1988）
- 美國太平洋空軍
  - 第4503戰術戰鬥機中隊（1965-1966）→ 第10戰鬥機特戰中隊（1966-1967）
  - 第26假想敵中隊（1977-1988）

美國海軍：
- - 第13戰鬥機混合中隊 VFC-13
  - 第43戰鬥機中隊 VF-43
  - 第45戰鬥機中隊 VF-45
  - 第111戰鬥機混合中隊 VFC-111
  - 第126戰鬥機中隊 VF-126
  - 第127攻擊戰鬥機中隊 VFA-127

美國海軍陸戰隊：
- - 第401戰鬥機訓練中隊 VMFT-401
- 巴林：
  - 巴林皇家空軍（英语：Royal Bahraini Air Force）（10架）：1985年至1987年期間獲得8架F-5E和2架F-5F。
- ：
  - 波札那空軍（英语：Botswana Defence Force Air Wing）（15架）：1996年向加拿大購買10架升級的CF-5A和3架CF-5D，於2000年購買兩架CF-5D。
- 巴西：
  - 巴西空軍（約68架）：
- 智利：
  - 智利空軍（18架）：F-5E/F，15架F-5E和3架F-5F。1970年代採購15架F-5E和3架F-5F，1993年開始升級為Tiger III。
- ：
  - 宏都拉斯空軍（英语：Honduran Air Force）（12架）：1987年開始交付10架F-5E和2架F-5F。
- 伊朗：
  - 伊朗空軍：1979年伊朗革命後自伊朗皇家空軍接收並自行改良仿造。
- ：
  - 肯亞空軍（英语：Kenya Air Force）（15架）：2000年代向約旦採購二手機，13架F-5E和2架F-5F。
- 摩洛哥
  - 摩洛哥皇家空軍（36架）：
- 巴拉圭：
  - 巴拉圭空軍（英语：Paraguay Air Force）：
- ：
  -  大韓民國空軍（340架）：1965年起接收美國軍援的88架F-5A單座戰鬥機、30架F-5B雙座教練機、8架RF-5A單座偵照機。1974年引進126架F-5E單座戰鬥機、20架F-5F雙座教練機。1980年至1986年獲得諾斯洛普原廠授權，共生產48架KF-5E單座戰鬥機、20架KF-5F雙座教練機。截至2020年3月為止，仍在服役的F-5系列戰機，尚存157架F-5E單座戰鬥機、36架F-5F雙座教練機。
- 沙烏地阿拉伯：
  - 沙烏地阿拉伯皇家空軍（139架）：1974年到1985年共獲得20架F-5B、109架F-5E / F和10架RF-5E。
- 越南：
  - 越南人民軍空軍：從南越俘虜
- 瑞士：
  - 瑞士空軍：共獲得42架F-5E及12架F-5F[24]，這些戰機擬於2027年退役出售[25]。
- 泰國：
  - 泰國皇家空軍：
- 突尼西亞：
  - 突尼西亞空軍（英语：Tunisian Air Force）（17架）：1984年至1985年獲得8架F-5E和4架F-5F。1989年獲得5架前美國空軍的F-5E[來源請求]。
- 土耳其：
  - 土耳其空軍（至少200架）：
- 委內瑞拉：
  - 委內瑞拉空軍：
- 葉門：
  - 葉門空軍（英语：Yemeni Air Force）（14架）：F-5E/F。

### 退役/已不存在的使用國
- 苏联：1974年衣索比亞政變後取得，用於測試研究並和MiG-21與MiG-23進行模擬空戰並據此研製了MiG-23MLD和MiG-29[26][27]。另一個提供國是越南社會主義共和國，一架生產編號73-00867的F-5E交付蘇聯進行測評。
- 伊朗：
  - 伊朗皇家空軍（308架）：由於政權顛覆，所以被伊朗伊斯蘭共和國空軍接收。
- 利比亞王國
  - 利比亞皇家空軍（10架）（約10架）：政權顛覆。1969年獲得10架F-5，同年利比亞綠色革命後不明。
- 埃塞俄比亚帝国：
  - 衣索比亞皇家空軍（15架以上）：政權顛覆，於1966年首次交付，使用F-5A/B/E，1974年政變後親蘇聯的社會主義衣索比亞臨時軍政府成立後接收，日後退役。
- 南越：
  -  越南共和國空軍（158架）：F-5A/B/E，政權顛覆，由越南社會主義共和國等接收，部分F-5E在西貢淪陷的時候由南越飛行員駕駛逃往泰國並由美國載回本土，日後成為了Top Gun的使用機。
- 印度尼西亞：
  - 印尼空軍（16架）：1978年採購，1980年4月21日開始交機，由印尼空軍第14中隊操作。2016年5月3日全數除役。
- 苏丹：
  - 蘇丹空軍（英语：Sudanese Air Force）（約12架）：1978年（蘇丹民主共和國時期）獲得10架F-5E和2架F-5F，其中一架F-5F轉售約旦。在歐加登戰爭{期間有兩架F-5從衣索比亞叛逃到蘇丹。
- 墨西哥：
  - 墨西哥空軍（英语：Mexican Air Force）（12架）：1982年獲得12架F-5，2017年除役。
- 巴基斯坦：
  - 巴基斯坦空軍：與印度戰爭期間向友邦國家暫時借調[來源請求]。
- 加拿大：
  - 加拿大皇家空軍（135架）：授權生產（CF-5戰鬥機（英语：Canadair CF-5）），加拿大稱為CF-116，1995年除役。
- 荷蘭：
  - 荷蘭皇家空軍（105架）：獲得授權加拿大生產的F-5，於1969年10月7日至1972年3月20日交付75架NF-5A（單座戰鬥機版）和30架NF-5B（雙座訓練版），荷蘭稱為NF-5。裝備以下部隊：
    - 第313中隊（1987年換裝為F-16）
    - 第314中隊（1990年換裝為F-16）
    - 第315中隊（1986年換裝為F-16）
    - 第316中隊（1991年換裝為F-16）
    - Field Technic Training Unit NF-5（1971-1984）
- 挪威：
  - 挪威皇家空軍（108架）：
- 西班牙：
  - 西班牙空軍（70架）：F-5A/B
- 奥地利：
  - 奧地利空軍（英语：Austrian Air Force）（30架）：從瑞士租借用以填補颱風戰鬥機服役前的空窗期。
- 希腊：
  - 希臘空軍：1965年獲得第一批55架F-5A，希臘空軍的F-5於2002年除役。
- 菲律賓：
  - 菲律賓空軍（37架）：F-5A/B，1967年接收22架F-5A與8架F-5B。其餘的少量A/B型外界判斷是在1988-1989年間自中華民國取得，但細節並未公布。機隊於2005年除役。
- 约旦：
  - 約旦皇家空軍：2015年除役。
- 马来西亚：
  - 馬來西亞皇家空軍（25架）：2015年除役。
- 新加坡：
  -  新加坡共和國空軍：2015年除役。
- 中華民國： 
  -  中華民國空軍（423架）：從1965年開始陸續接收美國軍援的92架F-5A單座戰鬥機、23架F-5B雙座教練機。1974年至1986年間獲得諾斯洛普原廠授權，在台生產242架F-5E單座戰鬥機、66架F-5F雙座教練機，並命名為「中正號」。F-5系列戰機在台服役已逾一甲子(60年)，於2025年7月4日全數除役。[28]
    - 第443聯隊（台南基地）
      - 第1、3、9中隊
F-5A/B（1965年~1975年）
F-5E/F（1974年~1999年）
1996年起換裝F-CK-1經國號戰鬥機

    - 第455聯隊（嘉義基地）
      - 第21、22、23中隊
F-5E/F（1978年~2000年）
1997年起換裝F-16A/B戰隼戰鬥機

    - 第401聯隊（桃園→1998年起花蓮）
      - 第17、26、27中隊
F-5A/B（1968年~1978年）
F-5E/F（1977年~2001年）
1998年起換裝F-16A/B戰隼戰鬥機
      - 第12戰術偵察機隊下轄虎眼分隊
RF-5E（2005年~2025年）
2025年7月4日虎眼分隊裁撤

    - 第737聯隊（台東基地）
      - 第44、45、46中隊
F-5A/B（1977年~1982年）
F-5E/F（1981年~2023年）
2023年起暫時先換裝勇鷹高教機，日後會換裝F-16C/D戰隼戰鬥機

    - 第828聯隊 → 東指部 → 桃指部
（花蓮基地→1998年起桃園基地）
      - 第14、15、16中隊
F-5A/B（1982年~1987年）
F-5E/F（1986年~2005年）
2005年7月1日裁撤
      - 第4戰術偵察中隊（紅狐中隊）
RF-5E（1998年~2005年）
2005年7月1日東遷花蓮基地

## 性能諸元（F-5E虎二式）
参考资料：Quest for Performance
基本信息
- 机组：1
- 翼型：NACA 65A004.8root, NACA 64A004.8 tip零升力阻力係數：CD0.0200
- 阻力面積：3.4 ft²（0.32 m²）
- 展弦比：3.86
- 升阻比：10.0

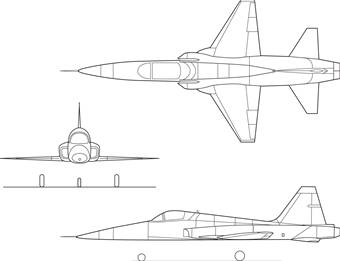
F-5自由鬥士 三視圖

F-5E虎二式 三視圖

- 內部油箱：677美制加加侖（2,563公升）
- 副油箱：最多3具275美制加侖（1,040公升）

性能
武器

- 2門M39A3空用機砲，每門備彈140發
- 7個硬點，最大載重7,000英磅（3180公斤）
  - M129 Leaflet炸彈
  - 500英磅（225公斤）Mk82炸彈
  - 2,000英磅（900公斤）Mk84炸彈
  - CBU-24/49/52/58 cluster munitions
  - AIM-9響尾蛇飛彈
  - AGM-65K小牛飛彈（台灣F-5E/F Ba構型）
  - 天劍一型飛彈（台灣F-5E/F）
  - 巨蟒三（英语：Rafael Python）（用於泰國升級型的F-5T上）
  - 巨蟒四（英语：Rafael Python）（用於新加坡的升級型F-5S/T、泰國的升級型F-5T、以及智利的升級計畫：F-5E虎三
  - BLU-1B/E汽油燃燒彈
  - CBU-20 (MK-20)石眼集束炸彈
  - GBU-10/12鋪路二型兩千磅／五百磅雷射導引炸彈（由裝有AVQ-27雷射標定器的F-5F進行導引）
  - 2x LAU-61/LAU-68火箭莢艙（每個含19x/7x Hydra 70毫米火箭）
  - 2x LAU-5003火箭莢艙（每個含19x CRV7 70 mm火箭）
  - 2x LAU-10火箭莢艙（每個含4x 127 mm火箭）
  - 2x Matra火箭莢艙（每個含18x SNEB 68 mm火箭）
  - 2x GPU-5/A 30毫米機炮筴艙
  - MK-82SE　五百磅蛇眼減速緩降炸彈
  - MK-117　七百五十磅傳統自由落體炸彈

## 流行文化
- 電影《現代啟示錄》（Apocalypse Now）中有四、五架（F-5）戰鬥機投擲汽油彈到戰區，不過這些飛機（包含直昇機）都是由隸屬於菲律賓空軍的飛機在片中飾演美國軍機。
- 電影《捍衛戰士》（Top Gun）中把F-5E、F-5F當成虛構的米格28戰鬥機（MiG-28）並與美國海軍的F-14交戰。拍片之後仍有少數幾架保留著電影中的全黑機身模樣，並持續在美國海軍戰鬥武器學校中擔任「敵機」的模擬演練角色。
- 電影《前進高棉》（Platoon）美軍陣地在遭到越共襲擊後由F-5A前來轟炸，由隸屬於菲律賓空軍的飛機在片中飾演美國軍機。
- 日本漫畫家新谷薰的作品《战区88》（エリア88）中，男主角風間真的座機：F-8戰鬥機毀了以後改購一架F-5E戰鬥機，在漫畫版與OVA版的大會戰中，損失F-5E後更換了F-20）直到退役，此漫畫之後也有電視卡通與OVA錄影帶卡通。
- 電影《驚爆十三天》（Thirteen Days），劇情中於古巴危機期間有數架機身標示為「USAF」（美國空軍）的F-5戰鬥機飛掠，不過多數像是菲律賓空軍所用的F-5。
- 游戏《红色警戒2》中，韩国的特色兵种黑鹰战机便是由F-5战斗机修改而来，将主翼与尾翼均改成前掠式。
- 遊戲《戰爭雷霆》可在美國及中國空軍線以研發或購買使用（中國空軍線為中華民國空軍的A型和E型，皆為銀幣機，美國空軍為A、C、E型，A型為活動機，C型為金幣機，E型為一般銀幣機）
- 遊戲《surviv.io》 玩家可投出信標手榴彈指示F-5戰鬥機使用高爆彈對地轟炸
- 遊戲《數字戰鬥模擬世界》 （Digital Combat Simulator World）F-5E Tiger II作為DLC模組於2016年登場，由Eagle Dynamics SA發行，具備詳細建模F-5E的儀表、發動機、無線電、燃油、電氣和液壓系統及可用滑鼠或VR手套互動的座艙，截至2021年7月，該模組在Steam社群評價為極度好評。

## 相关
相关开发
T-38教练机 -
F-20虎鯊式戰機（Tigershark） -
X-29 -
IAMI Azarakhsh

类似型号
（Kowsar/Azarakhsh戰鬥機）-
閃電80戰鬥機 -
Dassault Étendard -
米格-21魚床式戰機（Fishbed）

- 大漠計畫

## 外部連結
- 民國63年空軍首架中正號（5101）F-5E自由鬥士型噴射戰鬥機出場典禮（页面存档备份，存于）於 Youtube